# Porcellana di Jingdezhen

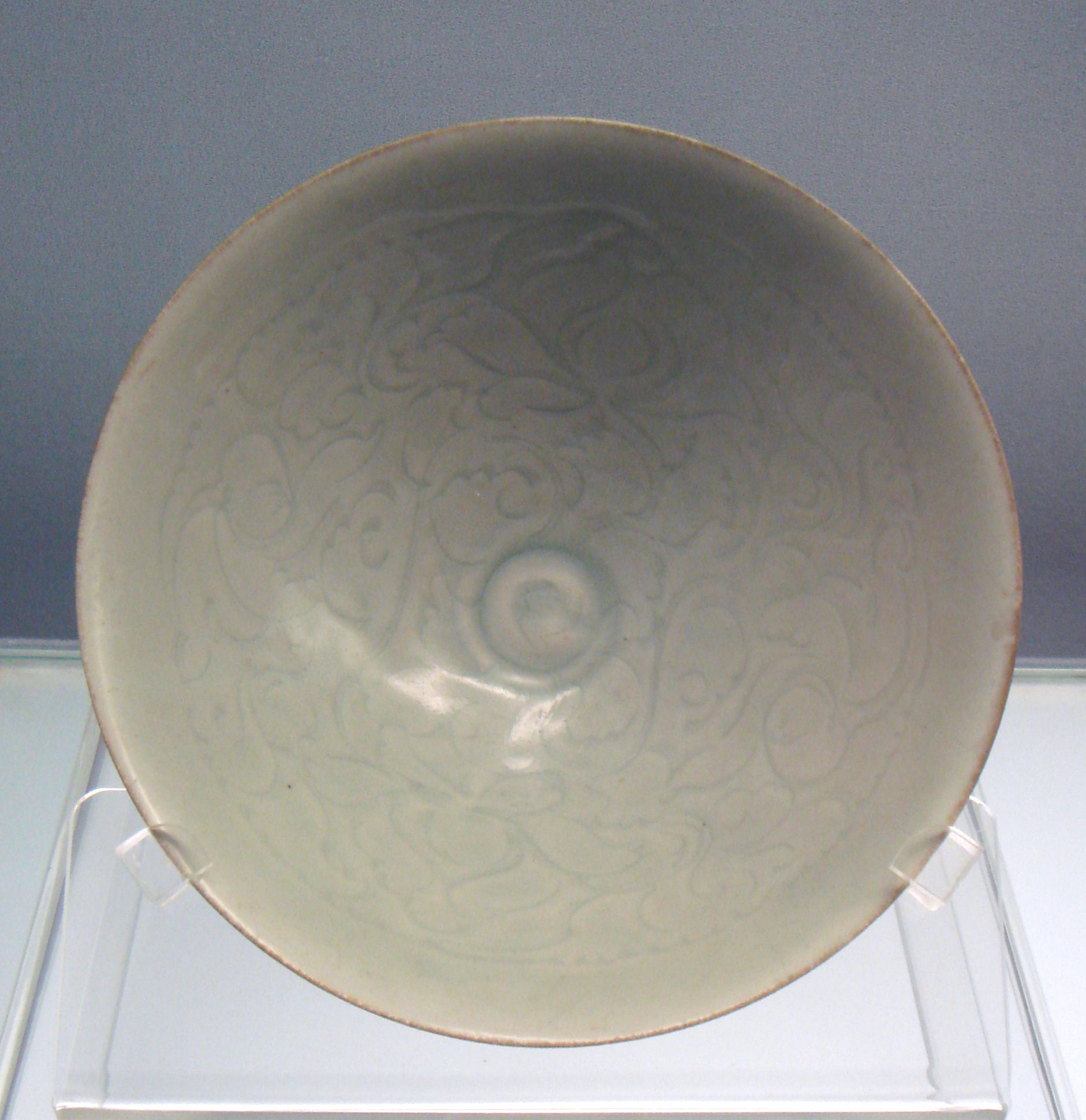
Ciotola vetrinata Qingbai ("bluastra-bianca") con disegni di peonia intagliati, Jingdezhen, Song Meridionali, 1127–1279

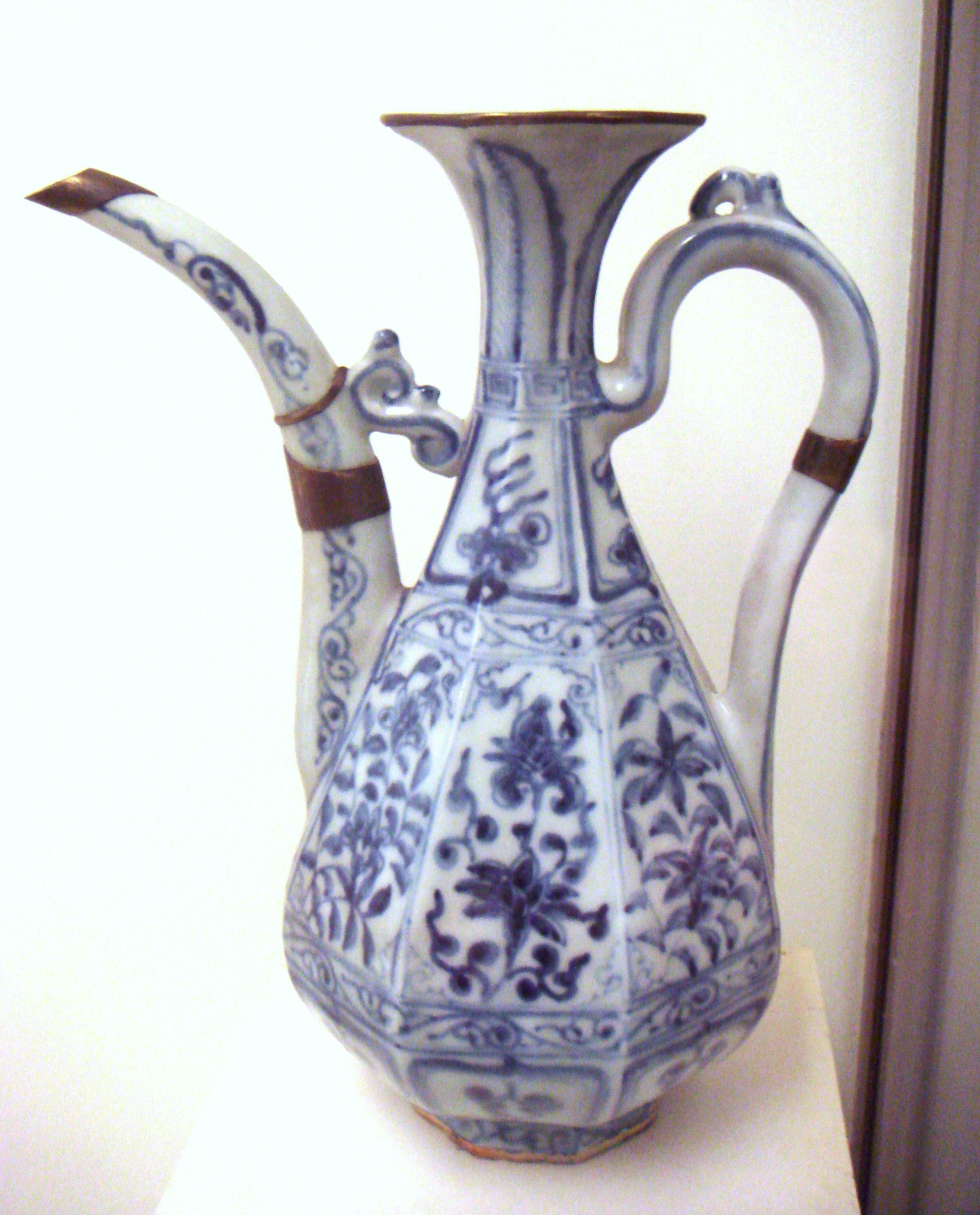
Prima porcellana blu e bianca, c. 1335; la forma deriva dalla metallurgia islamica

La porcellana di Jingdezhen (景德镇陶瓷T) è un tipo di porcellana cinese prodotta a o vicino a Jingdezhen nella Cina meridionale. Jingdezhen potrebbe aver prodotto ceramica fin dal VI secolo d.C., benché prenda il nome dal nome di regno dell'imperatore Zhenzong, nel cui regno divenne un'importante sede di forni, intorno al 1004. Entro il XIV secolo era diventata il più grande centro di produzione della porcellana cinese, ciò che è rimasta, aumentando il suo predominio nei secoli successivi. Dal Ming in poi, i forni ufficiali di Jingdezhen furono controllati dall'imperatore, fabbricando porcellana imperiale in grande quantità per la corte e l'imperatore da usare come dono.
Sebbene apparentemente una località poco promettente per le fabbriche di ceramica, essendo una remota cittadina in una regione collinare, Jingdezhen è vicina ai depositi di migliore qualità di petuntse, o pietra della porcellana, della Cina, oltre ad essere circondata da foreste, per la maggior parte di pino, che forniscono legna per i forni. Ha anche un fiume che conduce a sistemi fluviali che scorrono a nord e a sud, facilitando il trasporto di merci fragili. I forni imperiali erano nel centro della città a Zhushan (Collina delle perle), con molti altri forni a quattro chilometri di distanza ad Hutian.
Ha prodotto una grande varietà di ceramica e di porcellana, sia per il mercato cinese sia per l'esportazione, ma le sue porcellane di alta qualità più note sono state successivamente la ceramica Qingbai sotto le dinastie Song e Yuan, la porcellana blu e bianca dagli anni 1330, e la "famille rose" e altre "famiglie" di colori sotto la dinastia Qing.

## Forni ufficiali
La dinastia mongola Yuan istituì un organo, l'"Ufficio per la porcellana di Fuliang", per regolare la produzione, e la successiva dinastia Ming istituì forni ufficiali per produrre porcellana imperiale; Jingdezhen continuò a produrre porcellana imperiale fino alla fine del dominio imperiale. I forni imperiali erano situati presso la Collina delle perle (Zhushan) a Jingdezhen; alcuni studiosi danno una data del 1369 per l'inizio della produzione. Ma continuarono ad esserci molti altri forni, producendo ceramiche per molti mercati distinti.
La corte imperiale, tranne durante i periodi di crisi, generò un'enorme richiesta di porcellana. Oltre ai vasti palazzi principali e alle altre residenze, per gran parte del periodo i numerosi principi avevano corti regionali sussidiarie. C'erano templi imperiali da rifornire, a ciascuno dei quali erano date ceramiche monocromatiche in diversi colori, oltre a diversi monasteri e santuari. Le porcellane a cui avevamo diritto i diversi ranghi della casa imperiale erano fissate minuziosamente nei regolamenti. La versione finale di questi, dal 1899, specificò che all'imperatrice vedova Cixi erano consentiti 821 pezzi di porcellana gialla, mentre l'imperatrice ne aveva 1.014. Una concubina di primo rango aveva 121 pezzi di porcellana gialla con interno bianco, ma quelle del secondo rango ne avevano una gialla decorata con draghi verdi.

### Ming

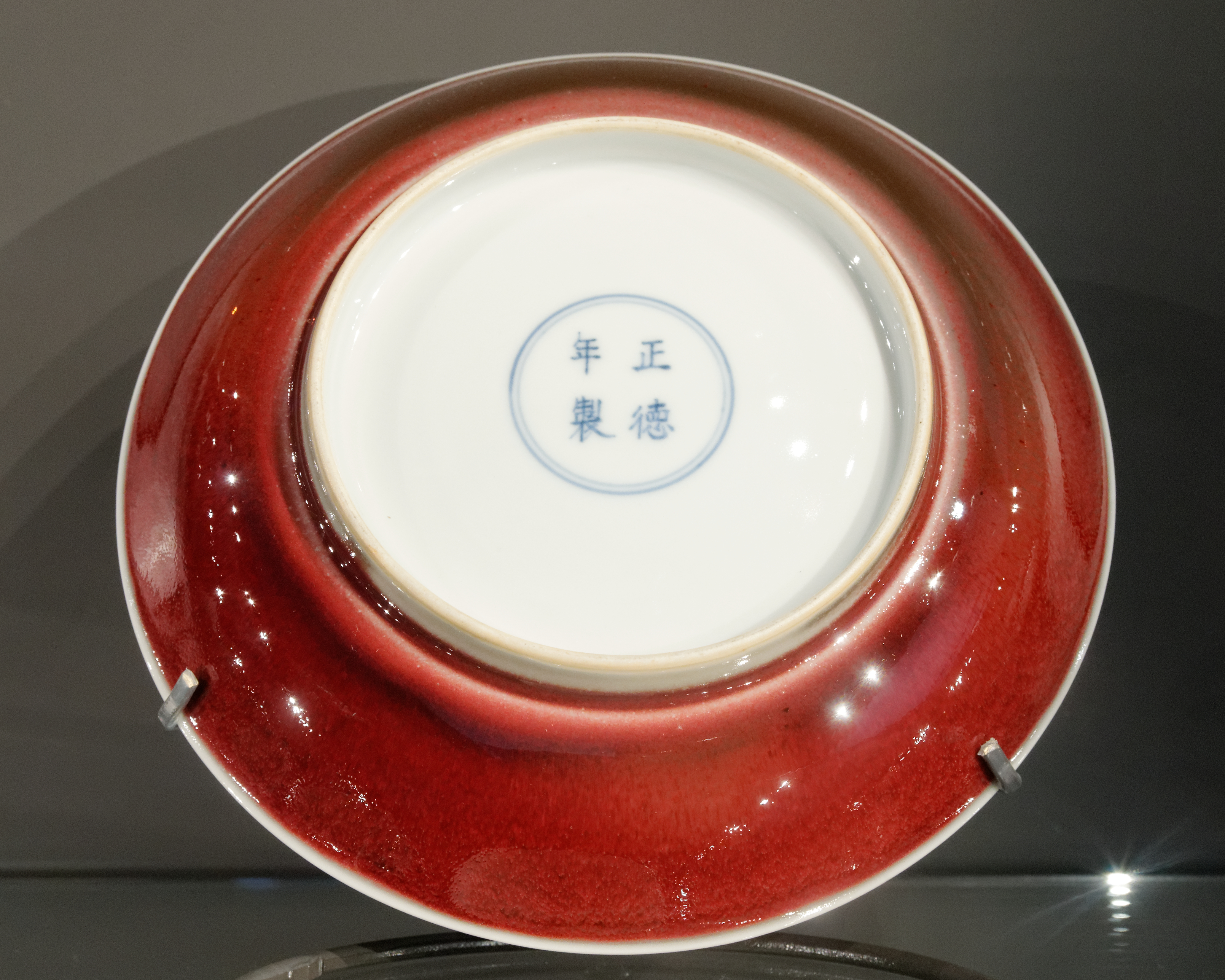
Piattino rosso rame con il marchio del regno di Zhengde (1506-1521)

La dinastia Ming è normalmente datata come inizio nel 1368, ma ci fu una lunga rivolta contro la dinastia Yuan, e Jingdezhen fu persa da loro nel 1352. Nel 1402 c'erano dodici forni imperiali a Jingdezhen, allora una delle tre aree con forni imperiali. La produzione era controllata da un ministero nella capitale, a quel tempo a Pechino, lontano nel nord. La produzione era su enorme scala, impiegando centinaia se non migliaia di operai, i cui compiti erano divisi in diverse specialità per aumentare l'efficienza e la coerenza. Nel 1433 un singolo ordine del palazzo fu per 443.500 pezzi di porcellana, tutti con disegni di drago e fenice. Gli artisti di corte fornivano ormai disegni fatti a mano o con la xilografia dalla capitale. Queste enormi quantità erano distribuite dal palazzo alle corti sussidiarie dei molti principi Ming inviati a governare le province, oltre ad essere presentate come regali ad altri notabili, e inviate all'estero come doni diplomatici. Alcune potrebbero anche essere state vendute, specialmente per l'esportazione. A volte pezzi antichi della collezione imperiale venivano inviati a Jingdezhen per essere copiati.
Una sepoltura principesca Ming recentemente portata alla luce ha prodotto il primo esempio di sopravvivenza fino ai tempi moderni di un tipo di servizio gaiwan noto dai dipinti del XV secolo. C'è una coppa a stelo di Jingdezhen blu e bianca, che ha un supporto d'argento e una copertura d'oro (questa datata 1437), tutto decorato con draghi. Presumibilmente esistevano molti servizi di questo tipo, ma riciclare i preziosi elementi metallici fu troppo allettante ad un certo punto, lasciando solo le tazze di porcellana. Altre porcellane imperiali possono aver portato la doratura, che ora si è consumata.
Sotto l'imperatore Yongle (r. 1402-24), furono introdotti per la prima volta i marchi del regno, applicati alla porcellana e ad altri tipi di prodotti di lusso fabbricati per la corte imperiale. La supremazia di Jingdezhen fu rafforzata verso la metà del XV secolo quando i forni imperiali che producevano il celadon di Longquan, per secoli una delle migliori produzioni cinesi, furono chiusi dopo che i celadon uscirono di moda. A parte la produzione molto più piccola di "ceramiche ufficiali Jun" di Henan in grès monocromatico, utilizzate nel palazzo per vasi da fiori e simili, Jingdezhen era ormai l'unica area che fabbricasse ceramiche imperiali.

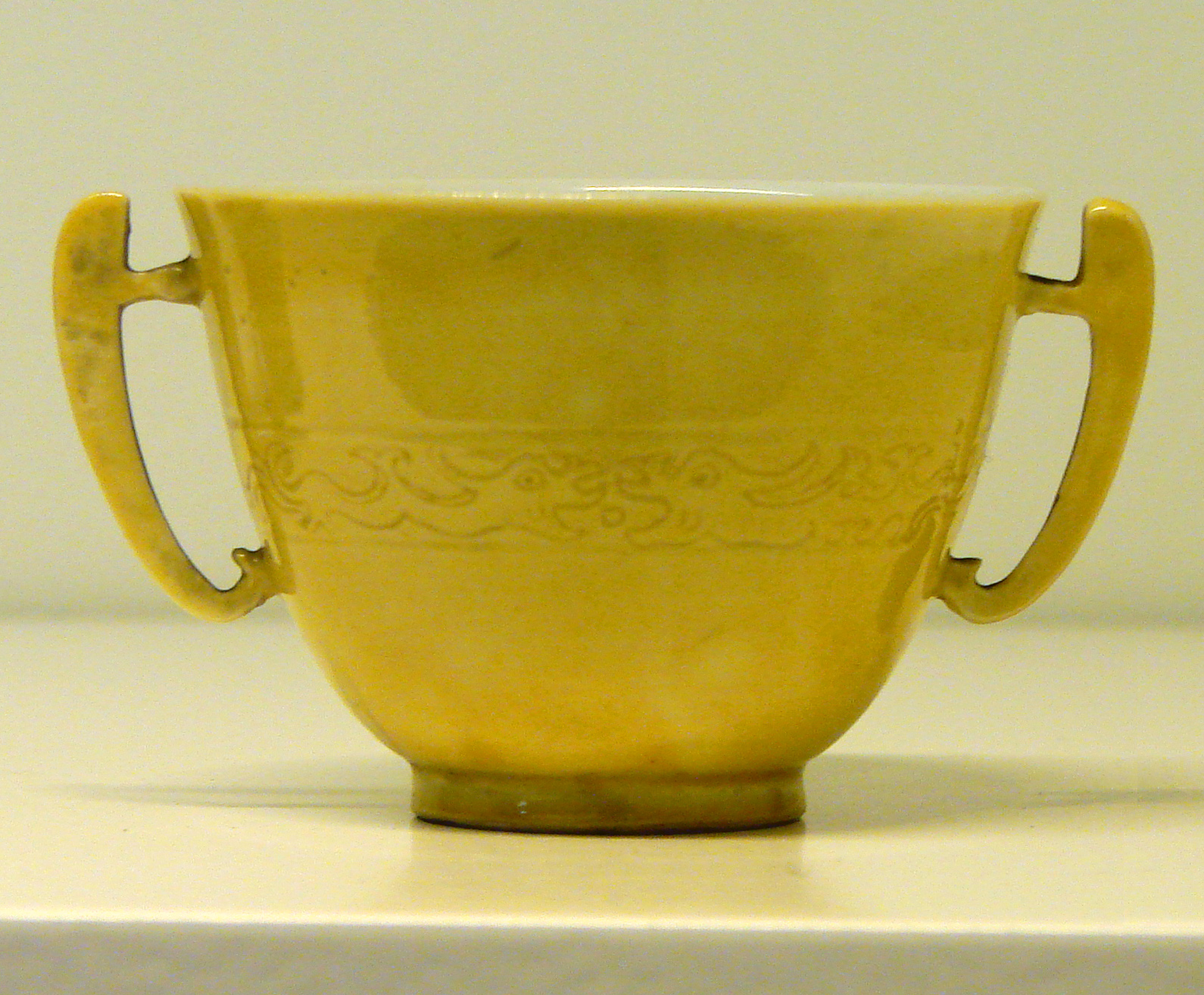
Coppa nel giallo imperiale, imperatore Kangxi (1662-1722)

Una vasta gamma di ceramiche era prodotta per la corte, con ceramiche blu e bianche (inizialmente ignorate dalla corte ma accettabili verso il 1402) accompagnate da altre rosse e bianche che usavano un rosso sottosmalto a base di rame. Questo a volte era combinato con il blu cobalto nei pezzi blu e rossi. Sotto l'imperatore Xuande (r. 1426-1435) fu usata una vetrina monocromatica rosso rame per le ceramiche cerimoniali, delle quali sopravvivono pochissime. Esse hanno cessato di essere prodotte dopo la sua morte e non sono mai state perfettamente imitate, nonostante i successivi tentativi. Questo suggerisce il forte interesse personale di alcuni imperatori per le fabbriche di ceramica imperiali, e anche che alcuni segreti devono essere stati limitati a un piccolo gruppo di ceramisti. La ceramica Ru della dinastia Song aveva un motivo simile. In questo regno fu sviluppata la decorazione a smalto o soprasmalto, che doveva dominare le ceramiche più raffinate nei secoli futuri.
Nel tardo periodo Ming, i regni dei cinque imperatori dal 1488 al 1620, ci fu poca innovazione negli stili di decorazione, anche se vi furono alcune alterazioni nei colori usati. In questo periodo le enormi quantità di porcellana fabbricate in Cina sembrano aver portato a prezzi bassi e a una perdita di prestigio, a corte e nella società cinese in generale. Quelli che potevano permetterselo mangiavano ancora con oro, argento o giada; era nel mondo islamico, dove il Corano proibiva stoviglie in metallo prezioso, che i governanti mangiavano con la porcellana cinese. Un funzionario caduto in disgrazia, i cui beni furono sequestrati nel 1562, ebbe i suoi oggetti preziosi confiscati, ma non la sua collezione di 45.000 pezzi di porcellana, che furono venduti con gli altri suoi effetti. Durante il regno dell'Imperatore Wanli (r. 1573-1620) vi fu un grave declino della qualità.
Tuttavia lo stesso periodo vide la diffusione del collezionismo di porcellane tra gli eruditi, che erano per lo più interessati a pezzi più vecchi, anche se generalmente non andavano più indietro dei Song. Questo non è il primo periodo di antiquariato e arcaismo nel gusto cinese, ma si è dimostrato duraturo e ha avuto un considerevole effetto sulla produzione successiva, producendo ondate di revivalismo, imitazione e molta contraffazione vera e propria - i tre spesso essendo difficili da distinguere.

### Ceramiche di transizione

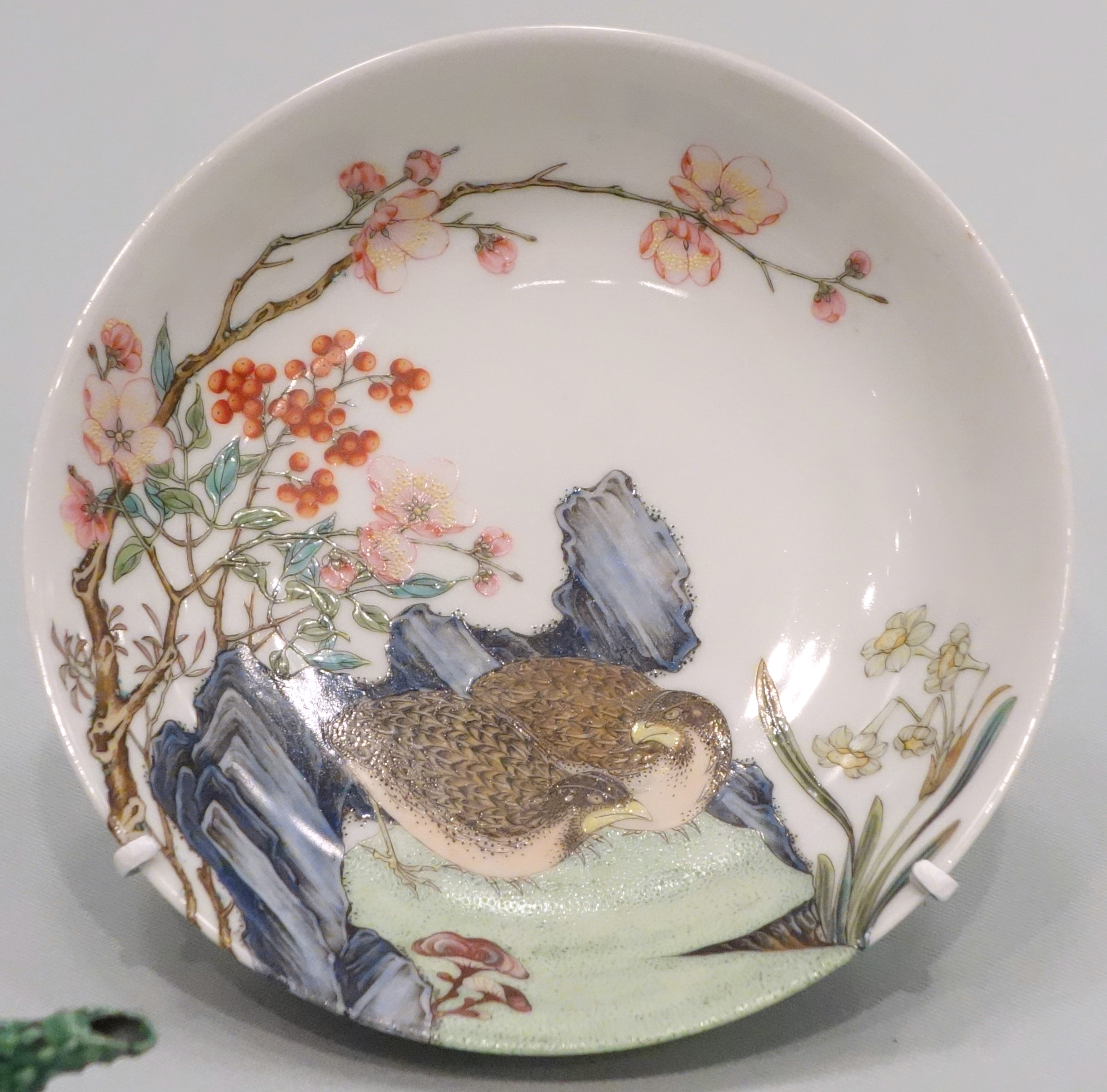
Piattino con motivi che celebrano la prosperità, dinastia Qing, imperatore Yongzheng (r. 1723-1735)

Quando la dinastia Ming declinò, con gravi crisi militari e finanziarie, la corte imperiale cessò di sostenere i forni ufficiali di Jingdezhen, che in gran parte erano stati costretti a trovare i propri fondi da altri mercati. Questa situazione durò dal 1620 al 1683, quando la nuova dinastia Qing, dopo alcuni decenni di lotta con le forze Ming, alla fine riprese l'uso su larga scala di Jingdezhen per le ceramiche ufficiali sotto l'imperatore Kangxi (r. 1662-1722). I forni più grandi e una parte importante della città furono distrutti nel 1674 dalle forze Ming dopo che la Rivolta dei Tre Feudatari era diventata una guerra civile. Dal 1680 al 1688 la ricostruzione dell'industria fu sotto il controllo di Zang Yingxuan del Consiglio per le opere Qing. La produzione organizzata della porcellana di corte era ripresa nel 1683 e l'istituzione del lavoro forzato era stata sostituita dall'impiego salariato. I controllori succedutisi furono nominati dall'amministrazione provinciale fino al 1726, quando Pechino nominò Nian Xiyao.
Le ceramiche di questo periodo di intermim sono spesso chiamate "di transizione" e comprendono la porcellana Tianqi realizzata per lo più per il mercato giapponese. L'effetto sui ceramisti di Jingdezhen fu "liberatorio", poiché la gamma dei soggetti nella decorazione si espanse notevolmente. I libri stampati erano diventati molto più ampiamente disponibili e venivano usati, direttamente o indirettamente, come fonti per le scene sulla porcellana. Convenientemente per lo storico, molti pezzi cominciarono ad essere datati. Verso la fine del periodo apparvero le prime porcellane della "famiglia rosa" (famille rose); le varie "famiglie" colorate dovevano dominare la produzione per il mercato del lusso sotto i Qing.

### Qing

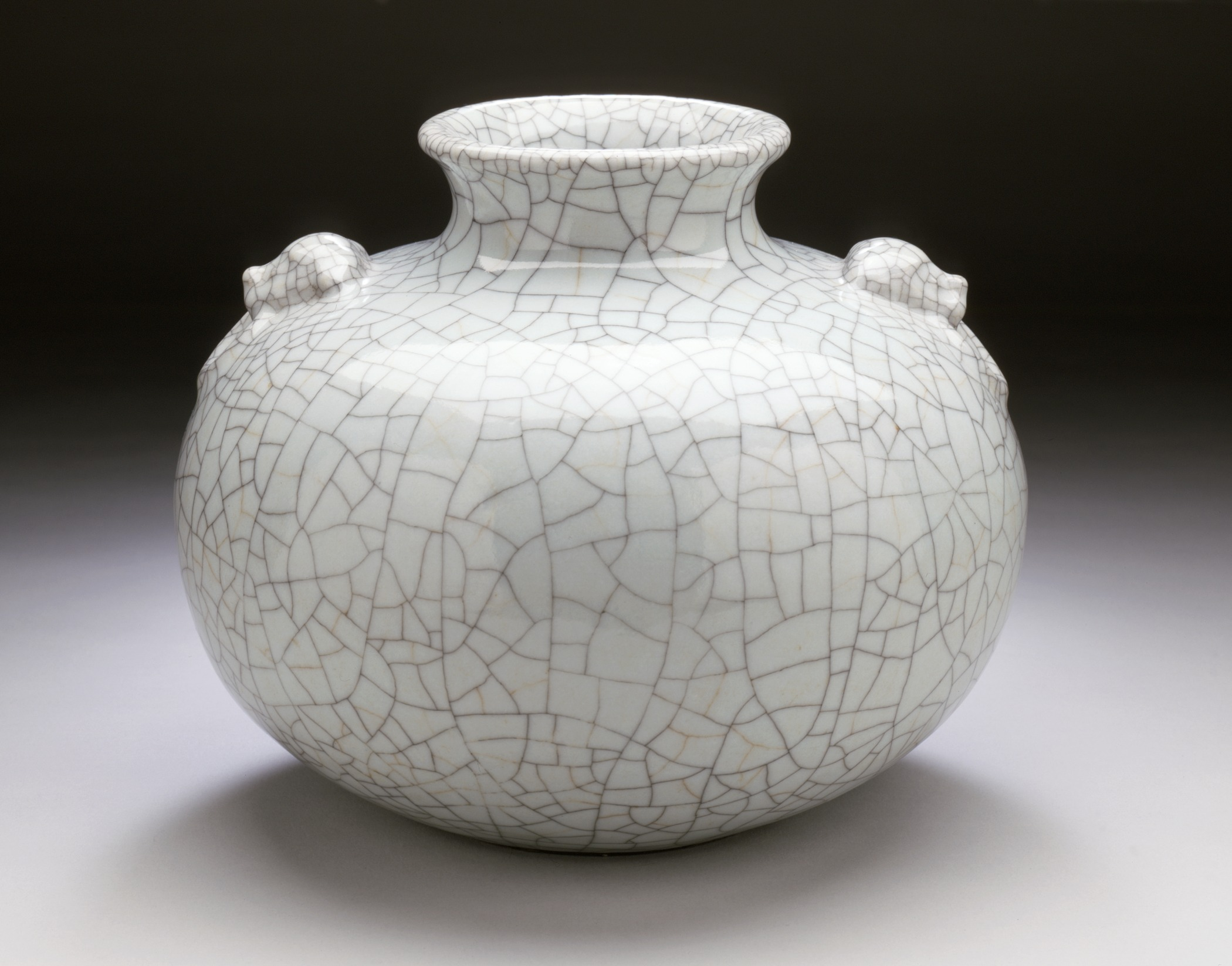
Vaso (Ping) con bestia e maniglie ad anello, in vetrina cavillata che imita la ceramica Ge, imperatore Qianlong

I forni imperiali furono rianimati con 6 forni e 23 officine, dividendo le altre parti del processo di produzione tra loro. Ripresero le ordinazioni massicce per i palazzi imperiali e i templi. Mentre il gusto imperiale nella decorazione rimase un po' conservatore, la qualità tecnica delle ceramiche imperiali di Kangxi raggiunse nuove vette. I forni imperiali guidarono lo sviluppo delle nuove palette di smalti soprasmalto; la "famiglia verde" (famille verte), sviluppata in due fasi, fu seguita dalla "famiglia rosa" (famille rose), e in seguito da altre; queste furono le ultime grandi innovazioni tecniche a Jingdezhen, insieme a una tecnica per cuocere l'oro sulla porcellana, piuttosto che sui pezzi completati con la doratura al mercurio.
Il lungo regno dell'imperatore Qianlong (1736-1795) vide la continuazione della perfezione tecnica, ma la stagnazione estetica. L'imperatore era un appassionato collezionista d'arte e probabilmente diresse personalmente le tendenze di questo periodo di imitare le forme di antichi oggetti in metallo, in particolare i bronzi rituali, in porcellana, nonché le imitazioni di legno e altri materiali. La copia di ceramiche famose del lontano passato continuò, accanto a nuovi stili. Nei successivi due regni anche la qualità diminuì, e gli ordini dal palazzo furono ridotti, finché i forni ufficiali furono distrutti nella Rivolta dei Taiping negli anni 1850. La porcellana Tongzhi del 1862-1874 risale a dopo la ricostruzione dei forni ufficiali di Jingdezhen.

## Tipi principali

### Ceramica bianco-bluastra di Jingdezhen
La ceramica di Jingdezhen divenne particolarmente importante dal periodo Song con la produzione della ceramica Qingbai (青白, "bianco-bluastra"). La Qingbai di Jingdezhen era un tipo di porcellana trasparente e simile alla giada, con una vetrina trasparente che produceva una sfumatura bianco-bluastra. La decorazione era fatta con delicati intagli o incisioni. La ceramica Ding settentrionale era la più famosa ceramica bianca cinese settentrionale sotto i Song Settentrionali, ma alla fine del periodo Song, Qingbai aveva eclissato la ceramica Ding, ottenendo un predominio per Jingdezhen che ha mantenuto nei secoli successivi. Un evento chiave in questo processo fu la fuga a sud della corte restante dei Song Settentrionali, dopo che avevano perso il controllo del nord nelle disastrose guerre Jin-Song degli anni 1120. Una nuova corte dei Song Meridionali aveva sede ad Hangzhou. Questo potrebbe essere stato accompagnato dallo spostamento dei vasai a Jingdezhen, che aumentò la sua produzione, nonostante fosse a circa duecento miglia dalla nuova capitale.
Una bottiglia di porcellana Qingbai di Jingdezhen è il primo pezzo di porcellana cinese documentato che abbia raggiunto l'Europa; questo è il Vaso Fonthill, che fu portato in Europa nella metà del XIV secolo.
Sotto la dinastia Yuan, le migliori ceramiche bianche di Jingdezhen si trasformarono nella ceramica Shufu, dal nome dell'iscrizione di due caratteri su alcuni pezzi. Shufu potrebbe significare che i pezzi furono ordinati per lo Shumiyuan ("Consiglio privato"); nonostante questo, la maggior parte degli esempi sono apparsi fuori dalla Cina. I pezzi Shufu sono spessi, con una vetrina bianca opaca, con una leggera sfumatura verde-blu. La forma della coppa a stelo appare per la prima volta in questi pezzi; essa durò fino alla fine dei Ming.

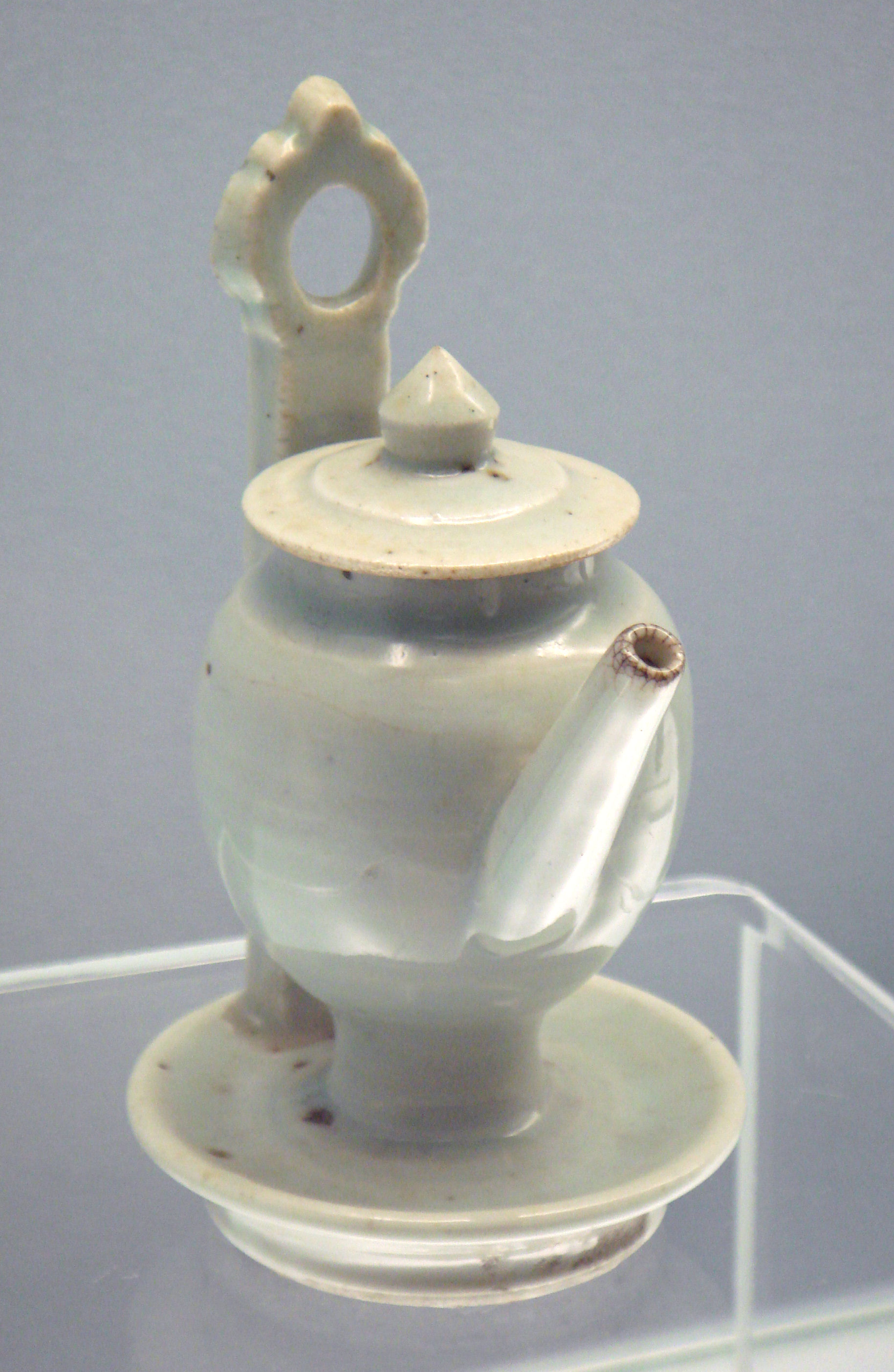
Lampada smaltata Qingbai, ceramica di Jingdezhen, 1271–1368
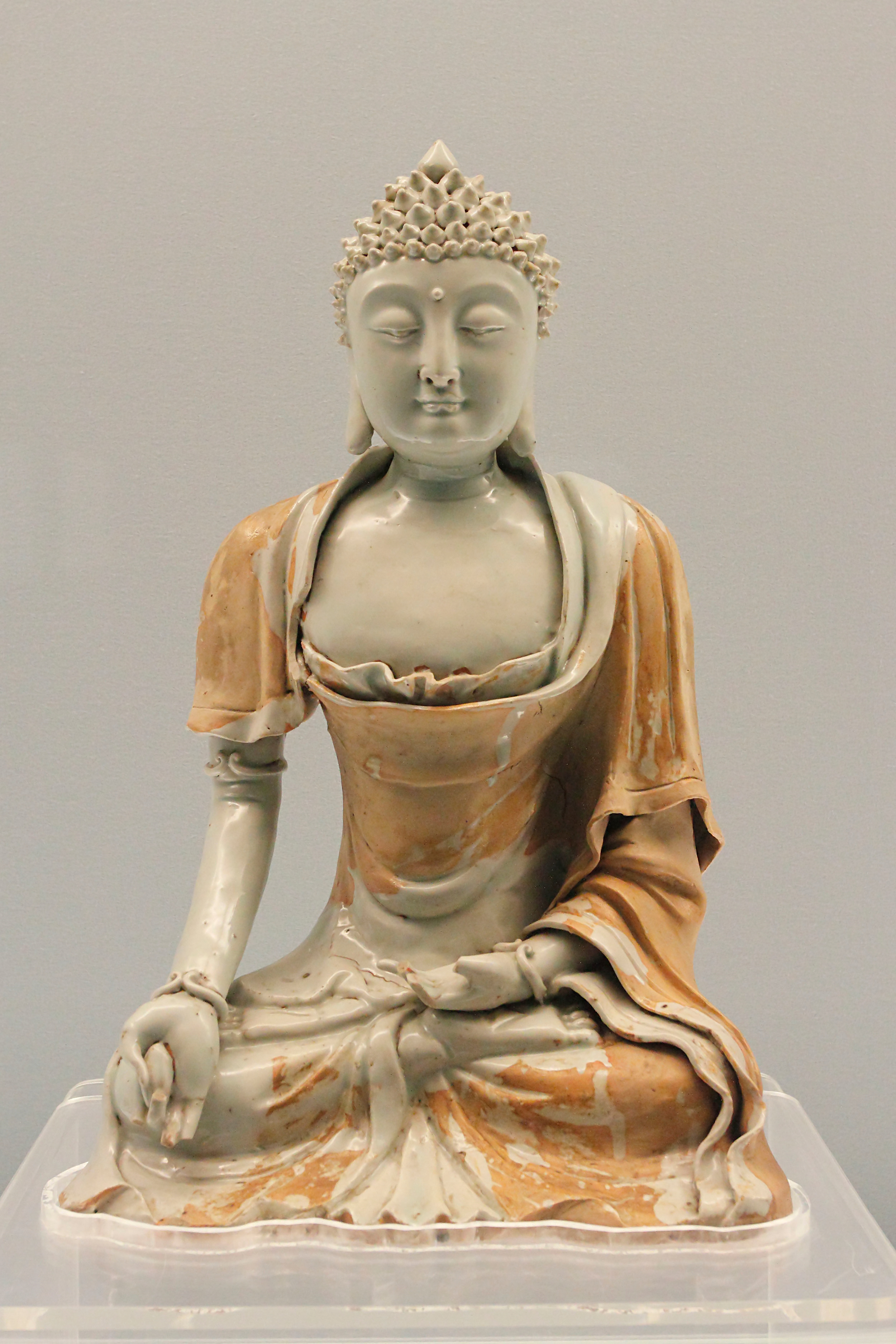
Statua di Buddha, ceramica Qingbai, 1271–1368
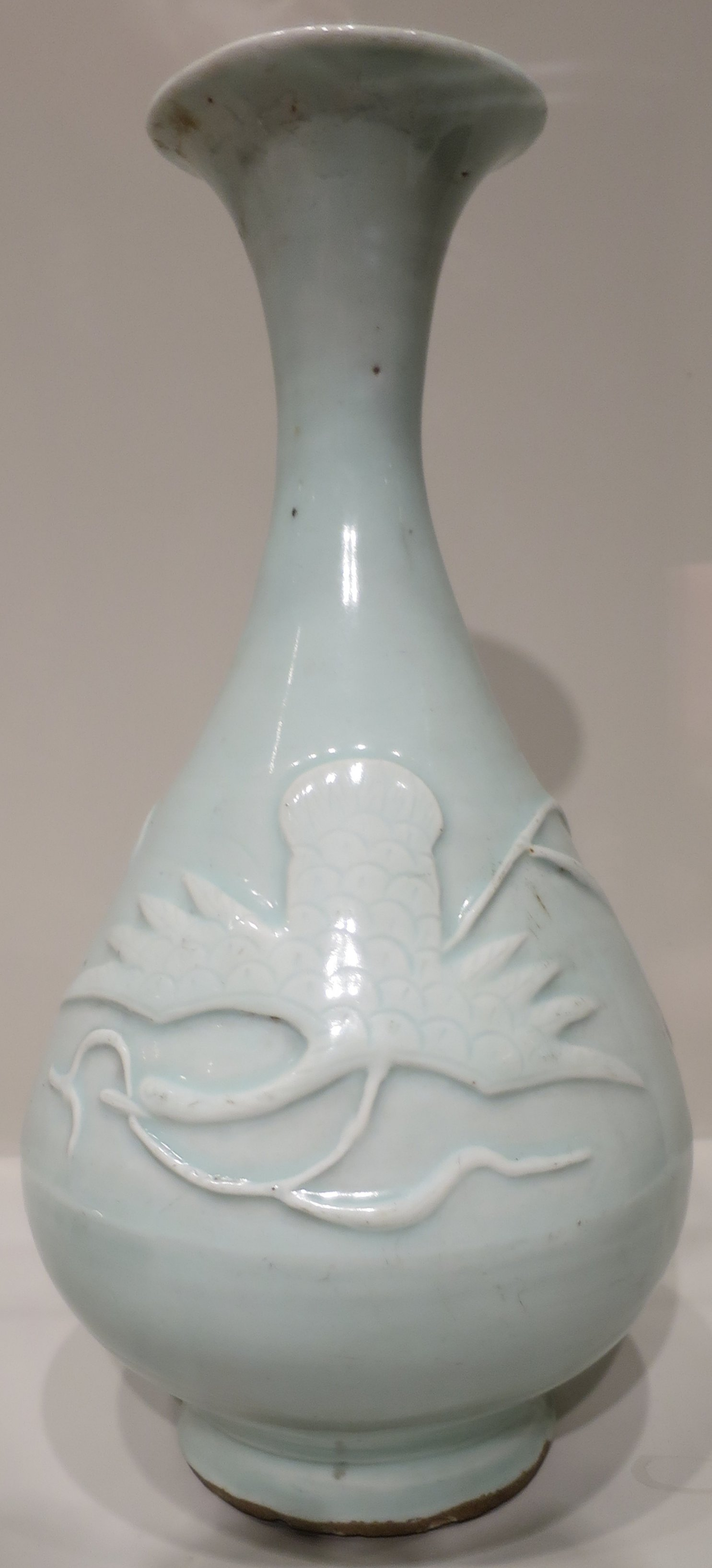
Vaso di ceramica Qingbai, dinastia Yuan, XIII–XIV secolo
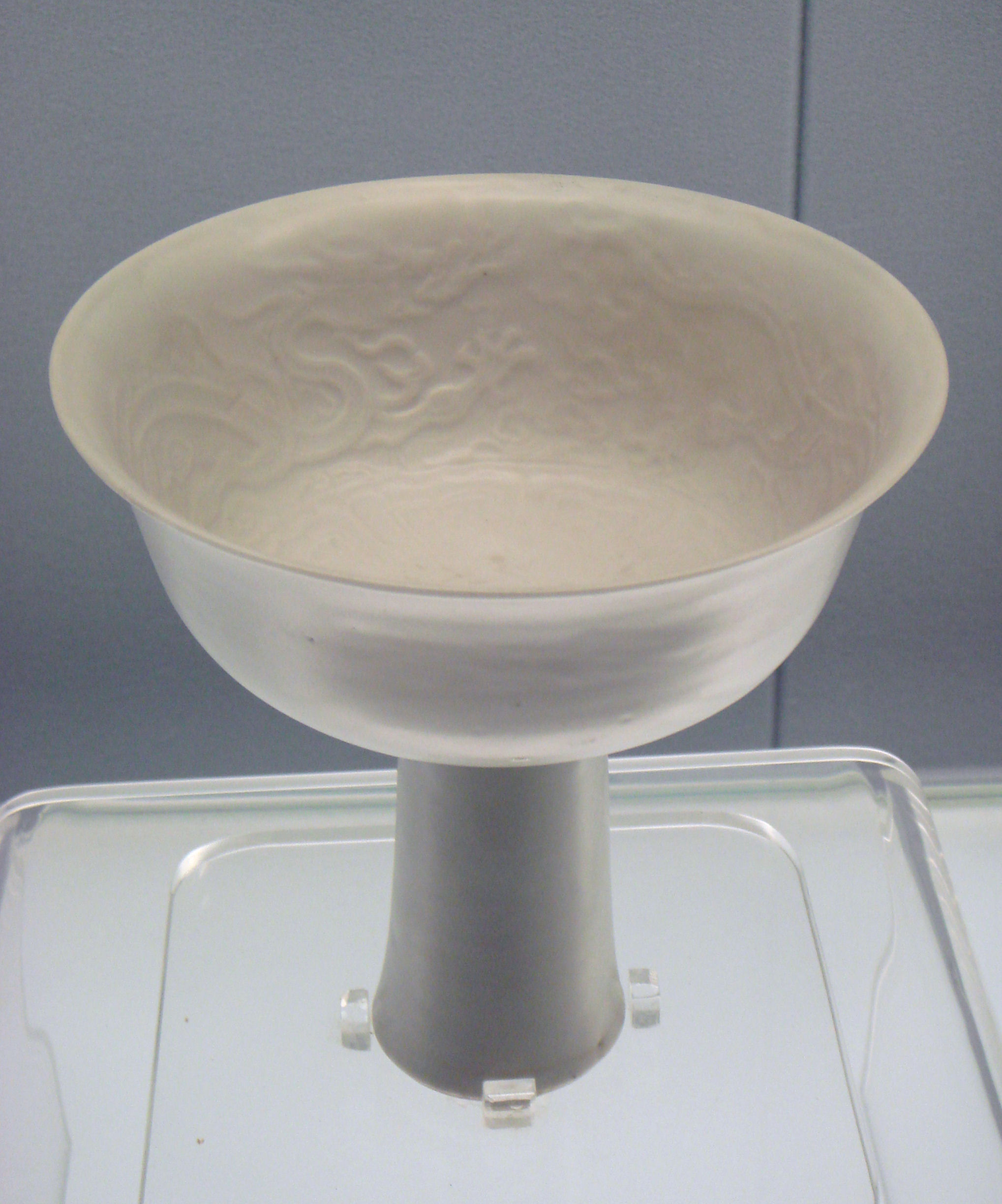
Coppa a stelo Shufu, Jingdezhen, 1271–1368

### Porcellana blu e bianca di Jingdezhen

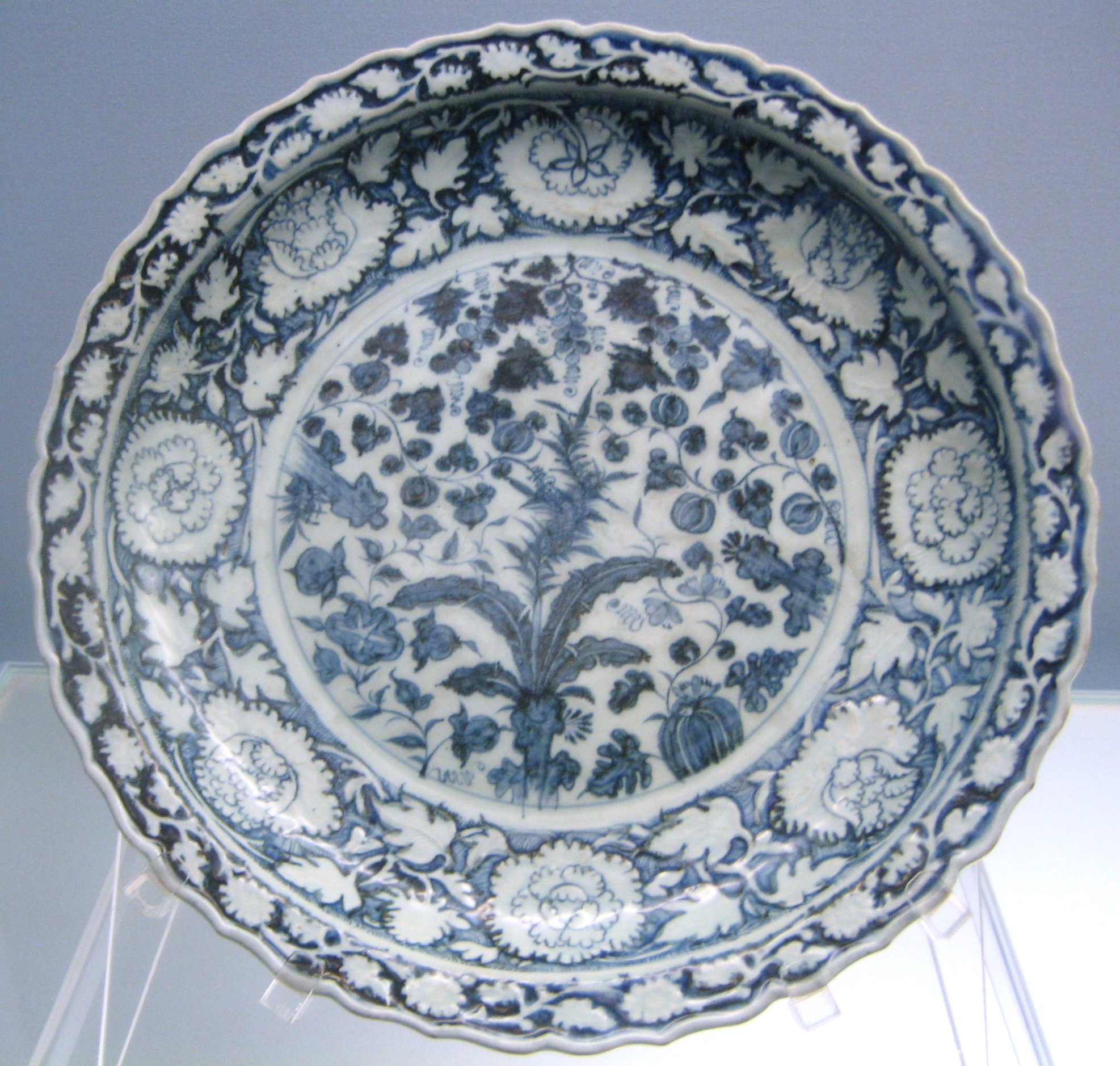
Piatto laminato con disegno blu sottosmalto di meloni, bambù e uva, ceramica Jingdezhen, dinastia Yuan, 1271-1368

Dalla metà del XIV secolo, Jingdezhen iniziò a produrre in serie porcellane con sottosmalti blu, di cui promosse per prima lo sviluppo, che la rese "una delle prime città industriali del mondo". Molto di questo era per l'esportazione, e altri stili furono prodotti per il mercato cinese. Le ceramiche dipinte in modo elaborato non erano nel gusto tradizionale della corte, ma evidentemente giunsero ad essere accettate. I grandi piatti da portata rotondi, da 40 cm di diametro, che sono ora tra i pezzi più apprezzati, riflettono le esigenze del servizio da tavola mediorientale piuttosto che quello cinese, che generalmente utilizza un gran numero di ciotole più piccole e più profonde, allora come ora. Le ceramiche da esportazione spesso avevano anche corpi più spessi, per ridurre le rotture dei lunghi viaggi verso i mercati di esportazione. Nei primi periodi, i mercati che ricevevano la porcellana direttamente dalla Cina includevano il Giappone, tutto il Sud-est asiatico e gran parte del mondo islamico, ma non includevano l'Europa su base regolare. Fino al XVII secolo, l'Europa riceveva normalmente porcellane solo attraverso il mondo islamico.
Il pigmento blu era derivato dall'ossido di cobalto, che era stato importato sporadicamente dalla Persia in periodi precedenti. Dal XIV secolo furono ottenute dalla Persia importazioni regolari del pigmento. Il cobalto era macinato e mescolato con un solvente, poi dipinto sui corpi essiccati dei vasi, che erano quindi vetrinati e cotti. In un secondo momento una fonte di cobalto fu trovata all'interno della Cina; questo differiva dal minerale persiano nella proporzione di manganese associato. Il colore sui vasi cotti era un blu-grigio piuttosto che un blu puro. Miscelando tre parti di minerale persiano a due parti di minerale cinese, fu prodotto un blu ricco e morbido, che venne etichettato come blu "Sumatra" o "Muhammadan".
Una delle più grandi collezioni iniziali intatte di porcellana cinese esportata era presso il Santuario di Ardabil ed è ora nel Museo Nazionale dell'Iran. Questo ha 805 pezzi di porcellana, donati dallo scià Abbas I nel 1607-1608, dalla collezione reale persiana. La maggior parte erano fabbricati a Jingdezhen, e coprivano l'intero periodo delle ceramiche blu e bianche fino a quel momento, con alcuni che avevano circa 300 anni quando furono donati. La collezione ottomana, in gran parte intatta, si trova principalmente nel Palazzo Topkapı.
La restrizione dei soggetti dipinti alla combinazione di motivi geometrici astratti, forme vegetali e animali aveva cominciato a finire durante la prima metà del XV secolo, quando cominciarono a comparire figure umane, scene paesaggistiche e altri soggetti. Nelle ceramiche migliori, questi disegni erano forniti da artisti di corte e riflettevano la pittura contemporanea e altri mezzi di comunicazione. Questa tendenza continuò nella porcellana di transizione Kangxi, prodotta per un periodo fino al 1683 alla fine della dinastia Ming, e le ultime ceramiche blu e bianche del regno di Kangxi sono la fase finale dello sviluppo artistico del blu e bianco, con una superba qualità tecnica negli oggetti migliori e immagini più grandi, trattate in modo flessibile, su un'ampia varietà di soggetti.
La porcellana Tianqi è un tipo di ceramica relativamente informale, in gran parte destinata al mercato giapponese, fabbricata a Jingdezhen nel XVII secolo. La ceramica Kraak è un tipo di porcellana da esportazione di Jingdezhen prodotta principalmente durante il regno di Wanli (1573-1620), ma anche nei restanti due regni Ming. Fu tra le prime ceramiche cinesi ad arrivare in Europa in quantità massicce. Rigorosamente definito, "si distingue per la disposizione del suo ornamento in pannelli; questi di solito si irradiano fino a un bordo di appoggio tristemente noto per la sua tendenza a scheggiarsi". Era per lo più formata da "ciotole profonde e piatti larghi", decorati con motivi della natura, in uno stile non usato sulle ceramiche per il mercato interno cinese.

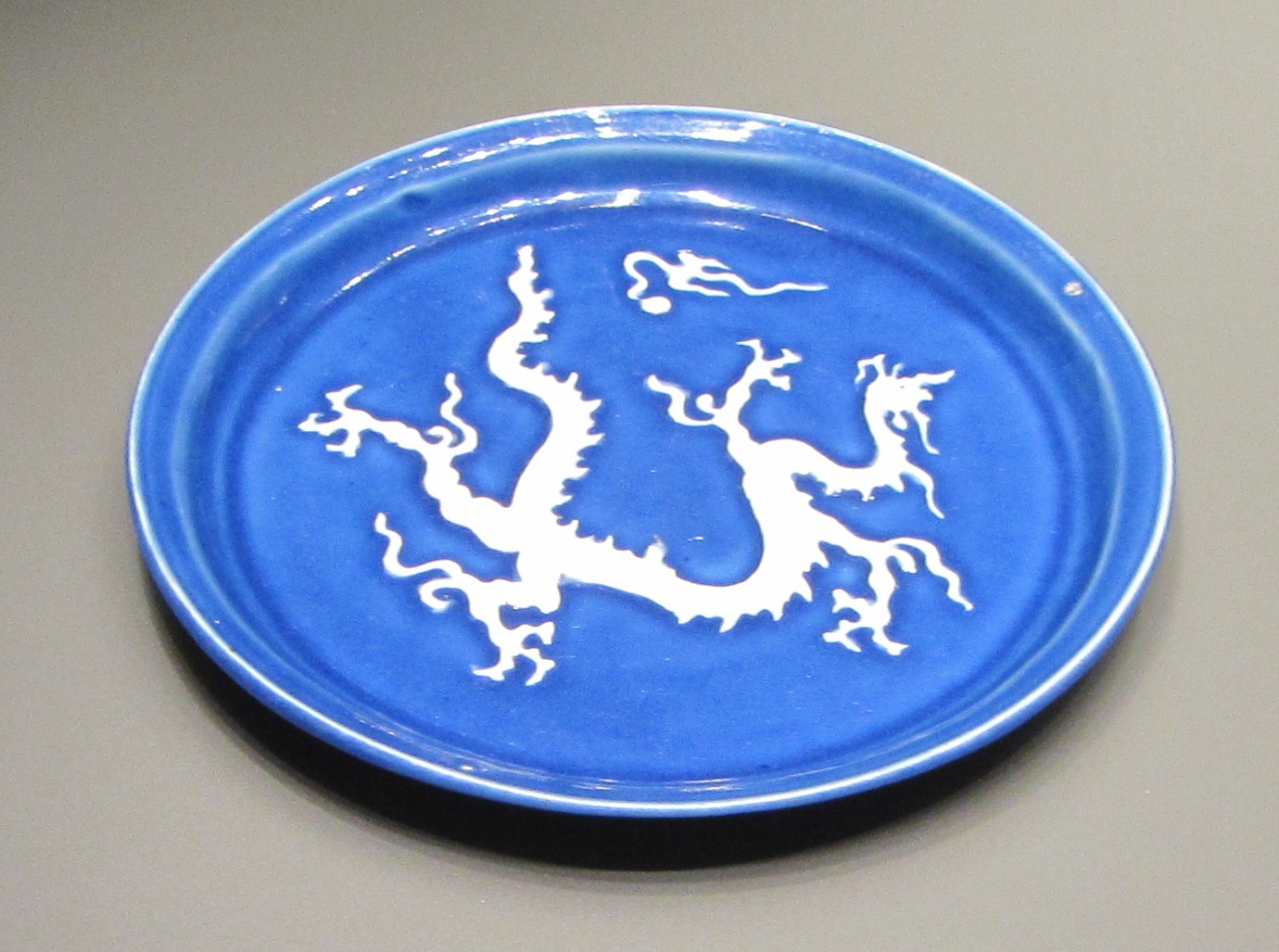
Piatto della dinastia Yuan con il disegno di un drago e di una perla bianchi su uno sfondo blu monocromatico
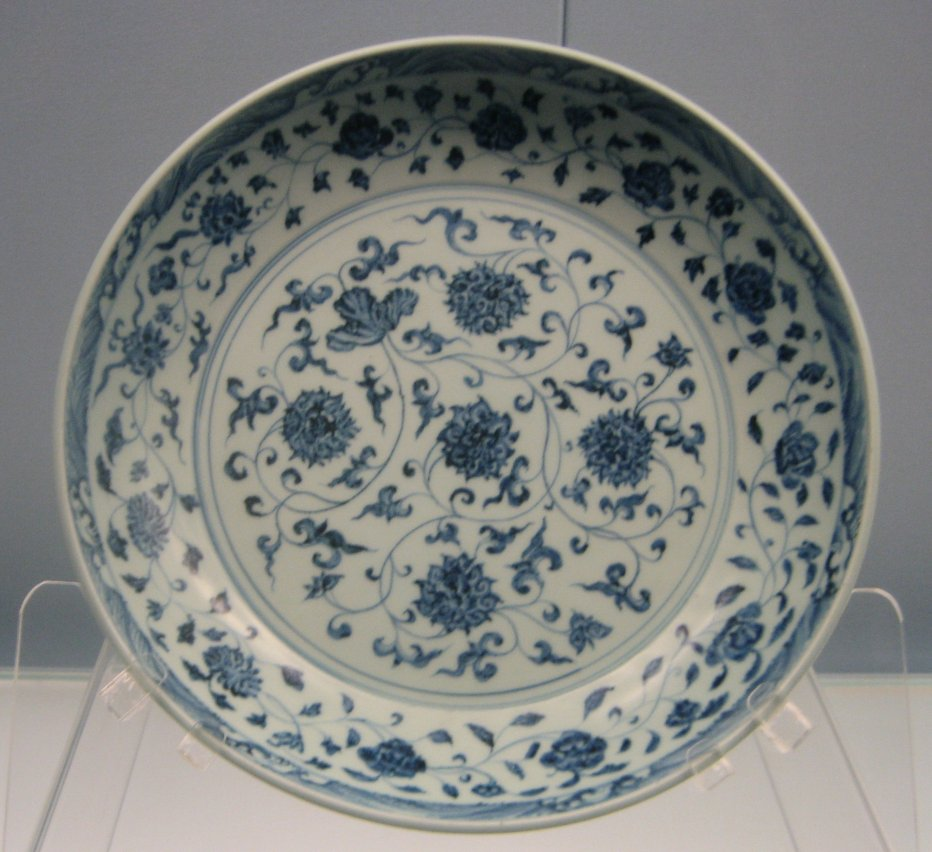
Piatto con disegno blu sottosmalto di fiori intrecciati, Regno Xuande 1426-1435, Ming
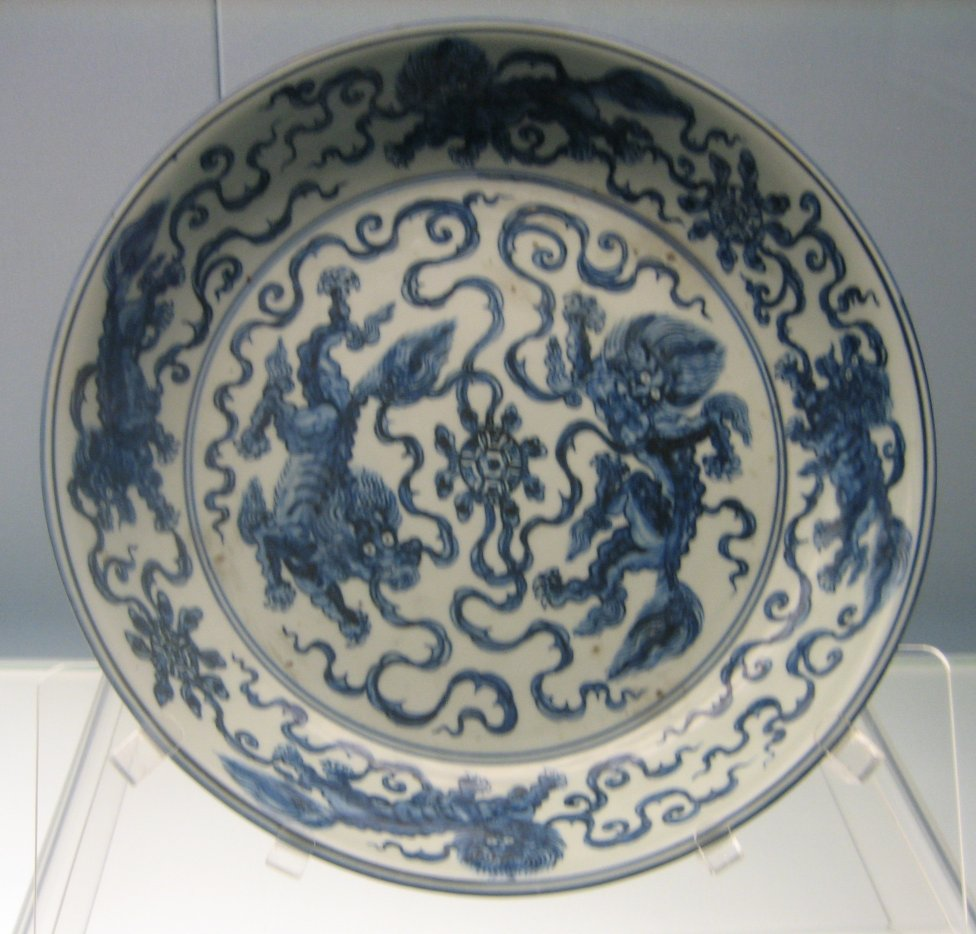
Piatto con disegno blu sottosmalto di due leoni con altri quattro leoni nel cavetto, metà del XV secolo
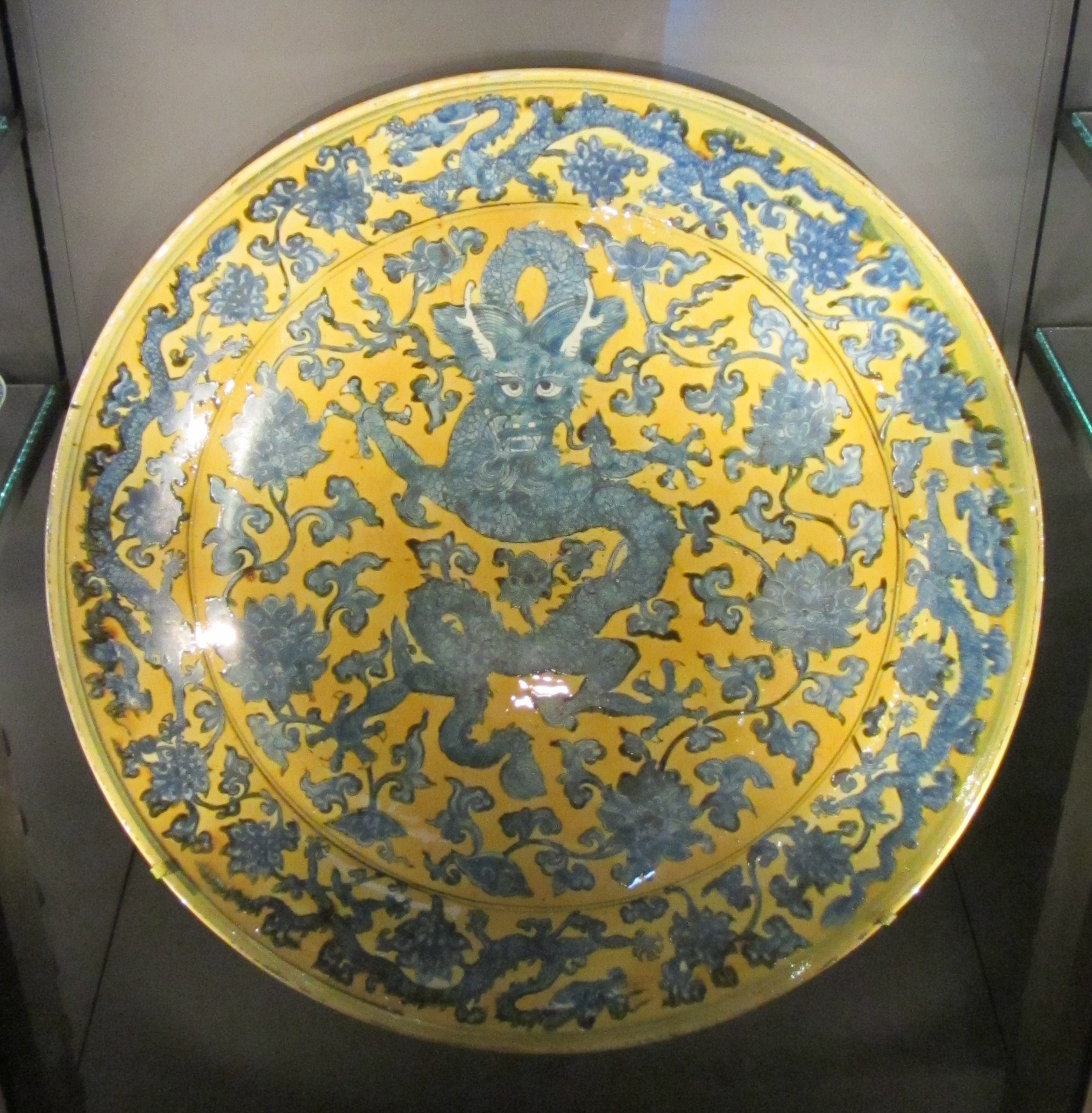
Piatto con drago blu sottosmalto e smalto giallo, Ming
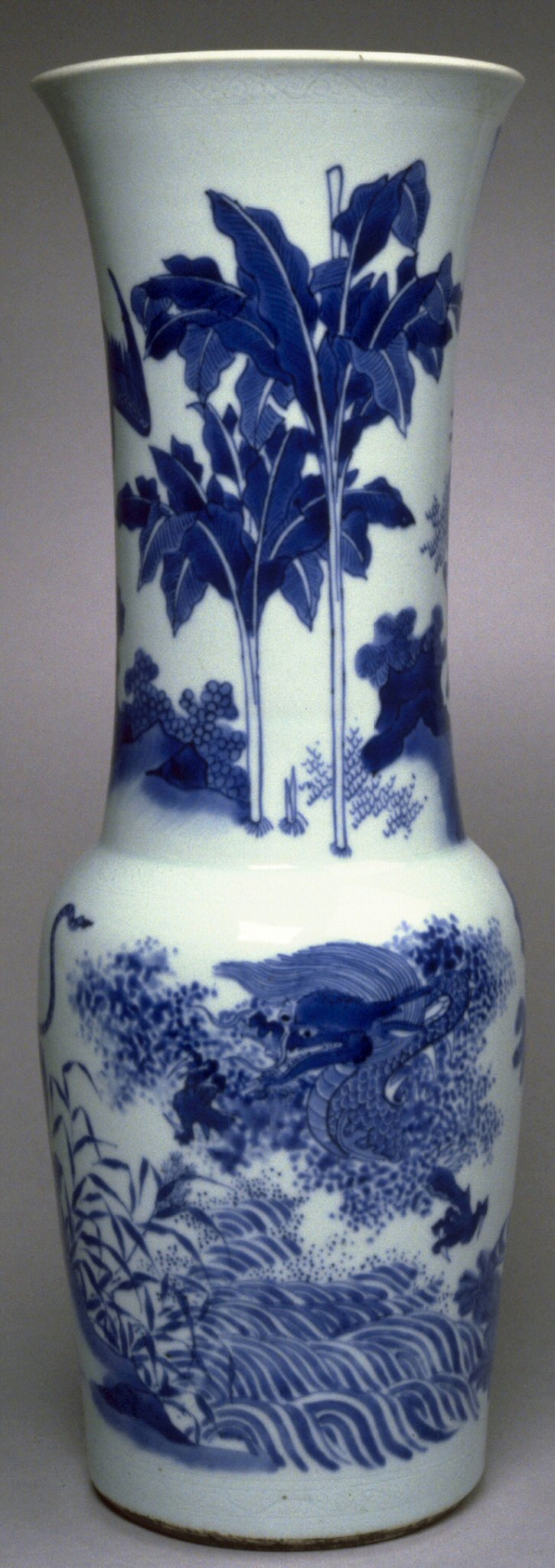
Vaso a forma di coppa con quattro animali, periodo di transizione, c. 1640-1660
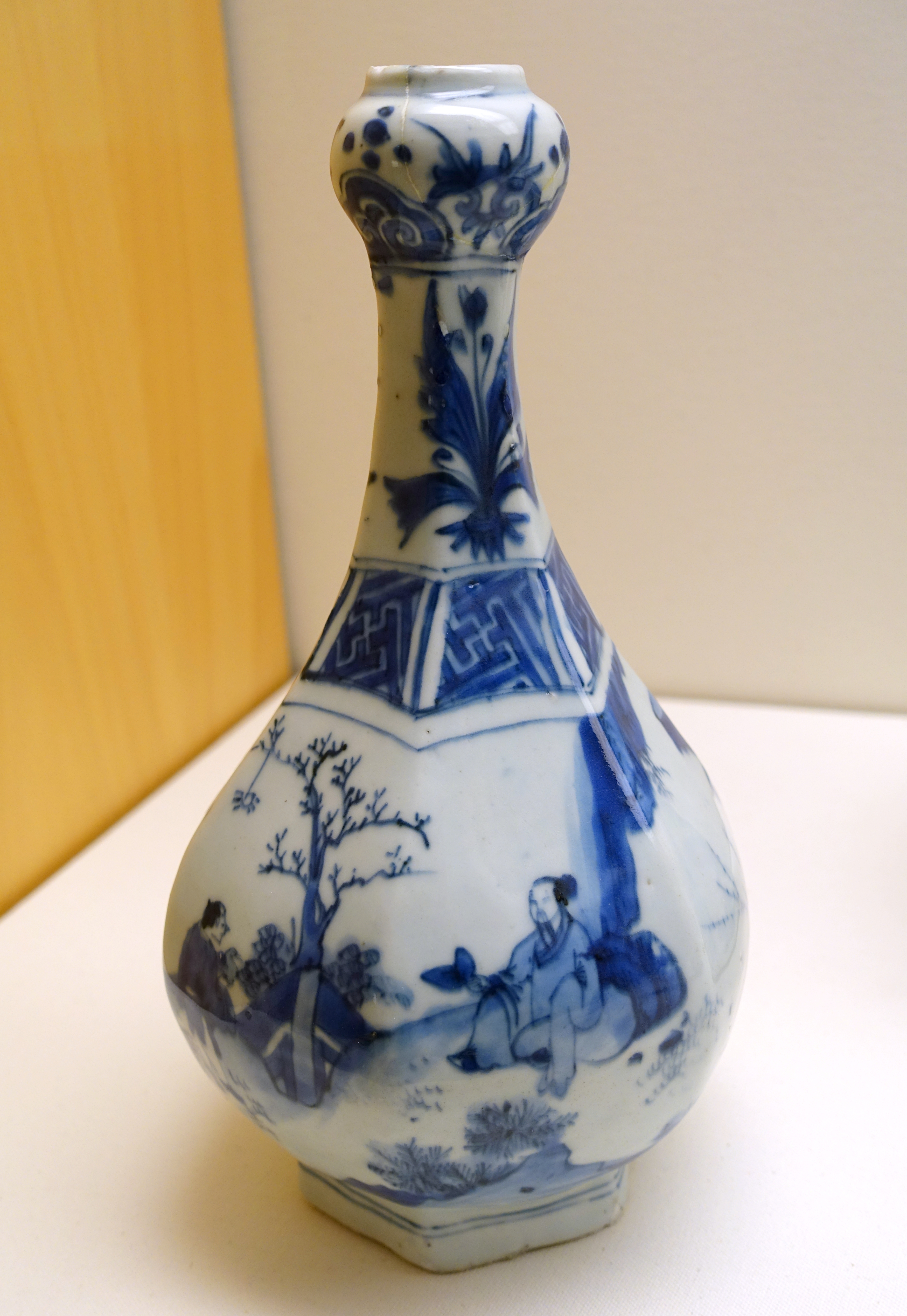
Vaso di transizione a testa di aglio, metà del XVII secolo
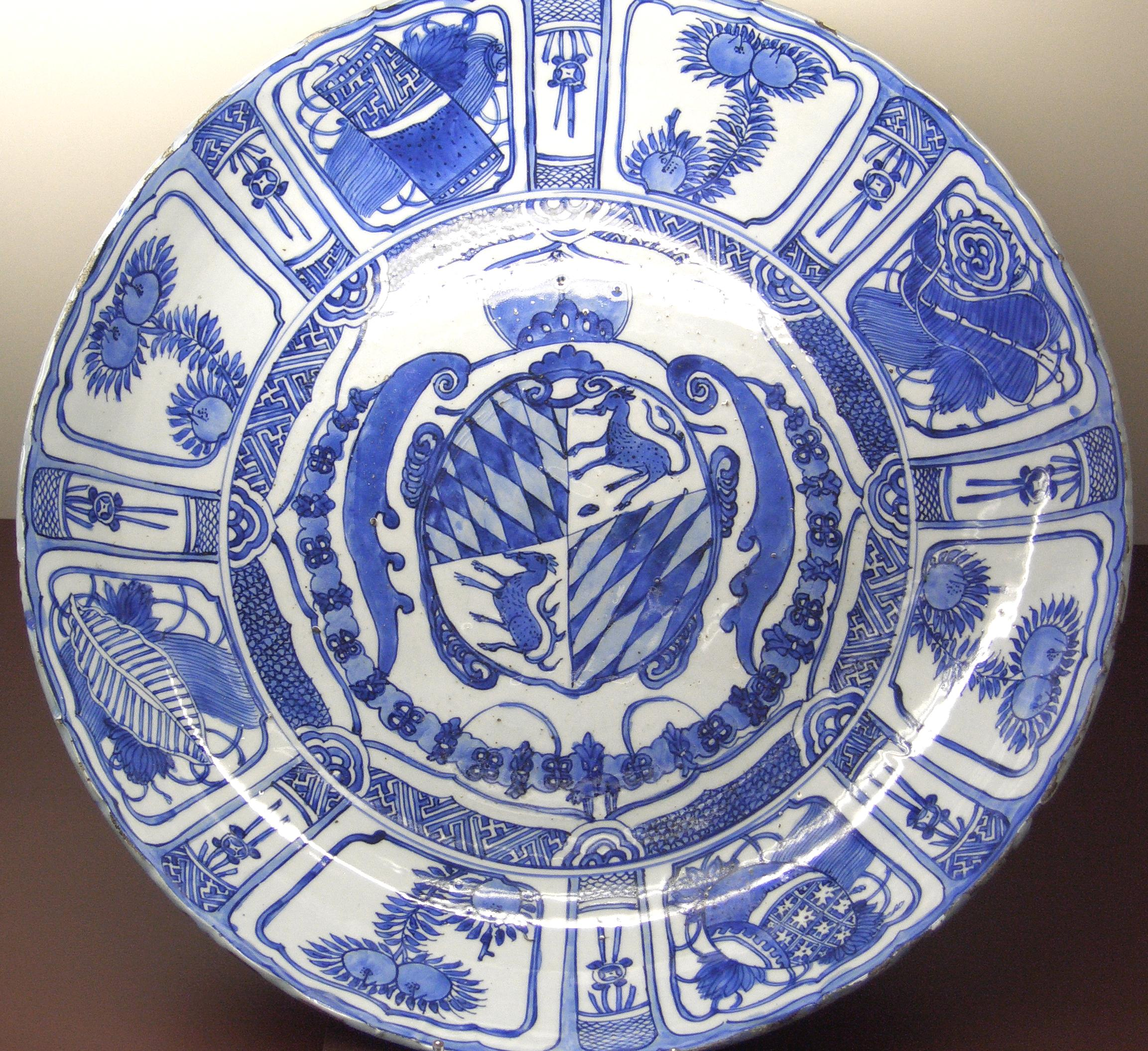
Piatto di ceramica Kraak; relativamente insolita è la porcellana araldica, per la famiglia Wittelsbach. Regno di Wanli
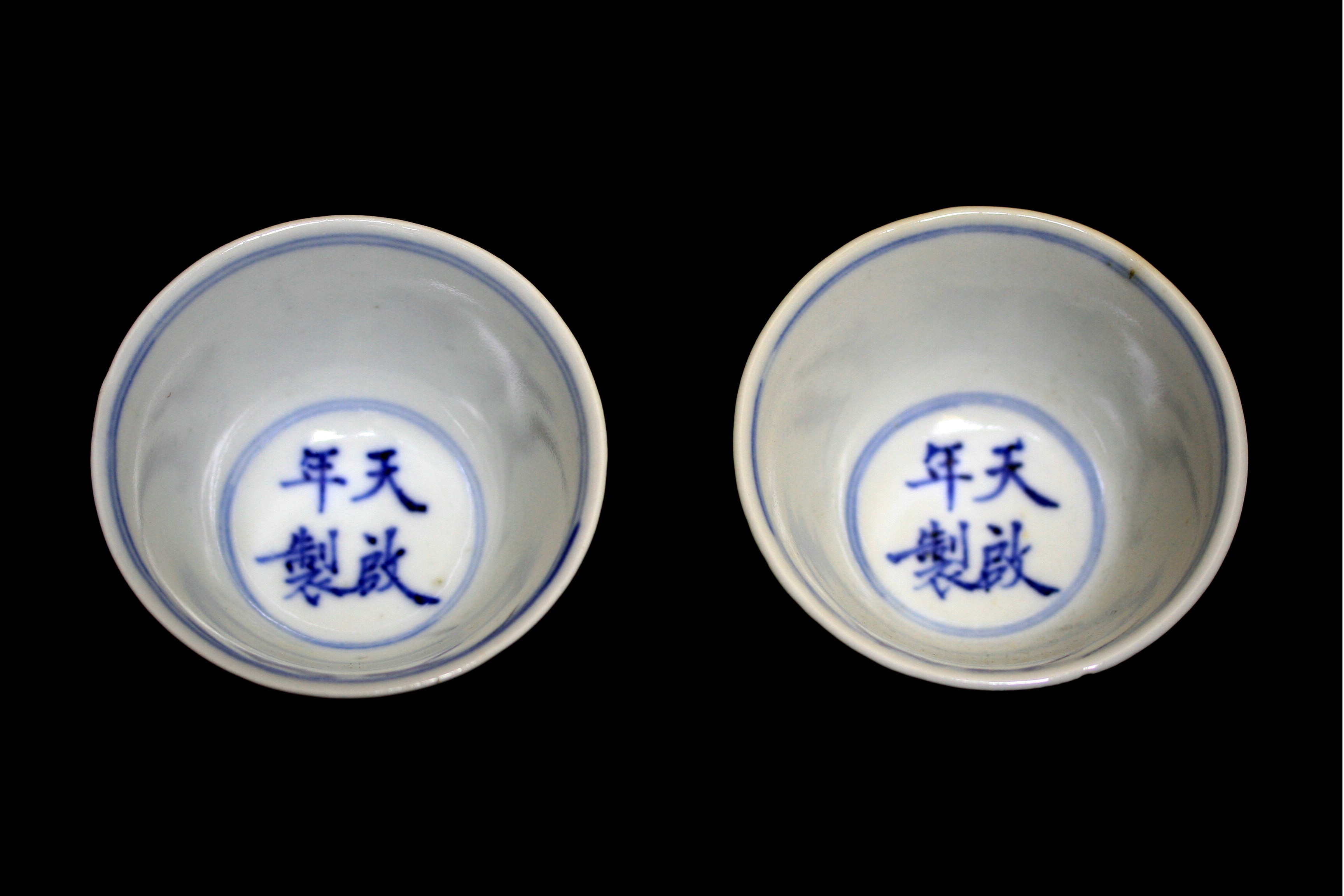
Tazze da tè in porcellana del regno dell'imperatore Tianqi (1620–1627), dinastia Ming, da una collezione giapponese

## Organizzazione durante il periodo Qing

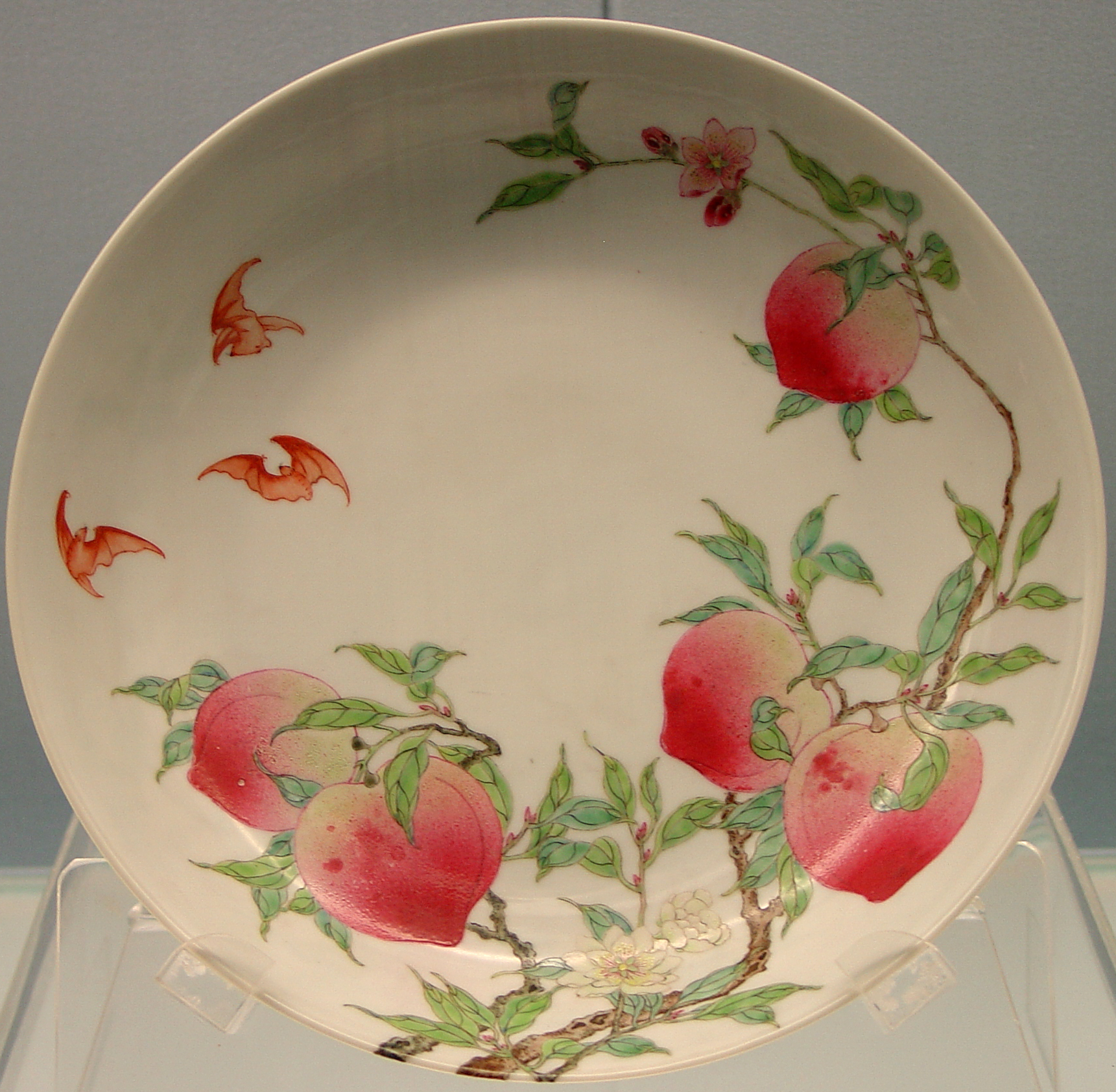
Piatto della "famiglia rosa" (famille rose) con pesche e pipistrelli. Qing, regno di Yongzheng (1723-1735)

Durante il periodo Qing la produzione divenne più varia, con una vasta gamma di stili e qualità, dalle ceramiche imperiali, a quelle per l'esportazione, a quelle per un mercato domestico popolare. Le dozzine di forni non imperiali sono conosciute come "private", con pochi "vecchi forni ufficiali" che producono ceramiche di altissima qualità per la nobiltà cinese, che erano "spesso di qualità fine quanto i pezzi imperiali e avevano l'ulteriore attrazione di decorazioni più avventurose in quanto gli stili di corte erano prescritti e piuttosto formali"; a volte questi forni privati possono aver aiutato i forni imperiali con grandi ordini. Il resto riforniva vari livelli dei mercati interni e di esportazione cinesi. All'inizio del periodo l'originaria fonte locale di argilla si esaurì e furono incominciati nuovi scavi.
Il gesuita francese François Xavier d'Entrecolles visitò Jingdezhen e scrisse in Europa dei suoi processi tra il 1712 e il 1721; diede anche ai Cinesi informazioni utili sui pigmenti europei. Da questo periodo l'Europa cominciò la propria industria della porcellana, che crebbe rapidamente, inizialmente imitando gli stili cinesi e in seguito sviluppando i propri stili. Persia, Vietnam, Giappone e diversi paesi del Sud-est asiatico imitavano da tempo le ceramiche di Jingdezhen. Verso la fine del secolo, le esportazioni verso l'Europa erano in declino, sostituite da ceramiche locali.
Nel 1726 Nian Xiyao fu nominato dal tribunale di Pechino come controllore a Jingdezhen, il primo funzionario dal 1680 nominato a livello centrale. Fu anche nominato controllore per una barriera doganale a 400 miglia a nord a Huai'an sul Gran Canale, il che ebbe come risultato che Nian fu in grado di visitare Jingdezhen solo una volta all'anno. Nel 1728 un membro del personale della casa imperiale, Tang Ying, fu nominato assistente residente a Jingdezhen. Tang sostituì Nian nel 1735 quando quest'ultimo fu accusato di corruzione e divenne uno dei più influenti tra i sovrintendenti.
Nel 1739 l'ufficio doganale fu trasferito a Jiujiang, 90 miglia a ovest di Jingdezhen; Tang continuò nel doppio incarico fino a quando non fu richiamato a Pechino nel 1743 dall'imperatore Qianlong. A corte gli fu assegnato il compito di annotare venti illustrazioni dell'industria della porcellana provenienti dalla biblioteca imperiale. Ritornato a Jingdezhen rimase lì, tranne che per un breve periodo tra il 1750 e il 1752, fino alla sua morte a 75 anni nel 1756.
Sopravvivono le ceramiche che portano il nome di Tang Ying; queste includono due coppie di candelabri blu e bianchi recanti le date del 1740 e del 1741, l'ultima delle quali reca un'iscrizione che lo descrive come "Controllore della ceramica nel Jiangxi" tra gli altri titoli ufficiali. Tang scrisse anche un certo numero di libri tra cui Un registro completo dei vasi (1735), Appunti mentali di un ceramista (1738) e Spiegazione illustrata dei miracoli del dio della fornace (1747). La sua lista di ceramiche fabbricate per la corte arriva a sessanta tipi, alcuni dei quali erano ricreazioni di stili di periodi precedenti.
A partire dalla fine del XVIII secolo, gran parte della produzione di Jingdezhen era porcellana di Canton, che usava "vuoti" fabbricati, vetrinati e cotti a Jingdezhen, ma poi portati ad essere decorati con smalti a Guangzhou (allora di solito romanizzata come Canton) per l'esportazione in Occidente attraverso le Tredici Fabbriche del Sistema di Canton.
Nel 1905 un visitatore europeo riferì che la maggior parte della produzione avveniva in una breve stagione estiva, quando i lavoratori delle aree circostanti venivano a vivere in "capanne simili a baracche" in città, senza le loro famiglie. Questo afflusso portava la popolazione della città a circa 400.000 unità e causava alcuni problemi sociali.

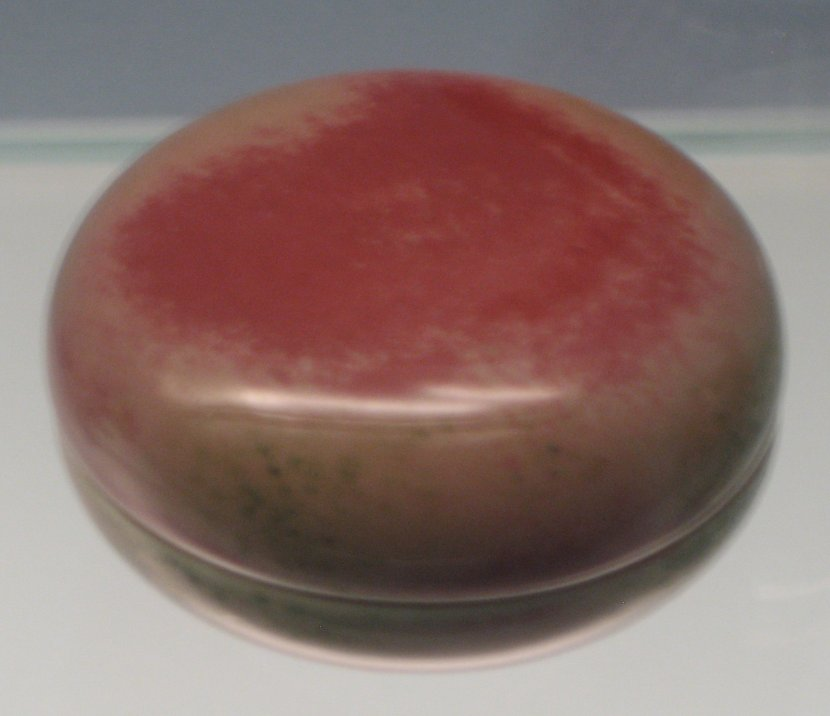
Portasigillo vetrinato rosso fagiolo, regno di Kangxi, 1662-1722
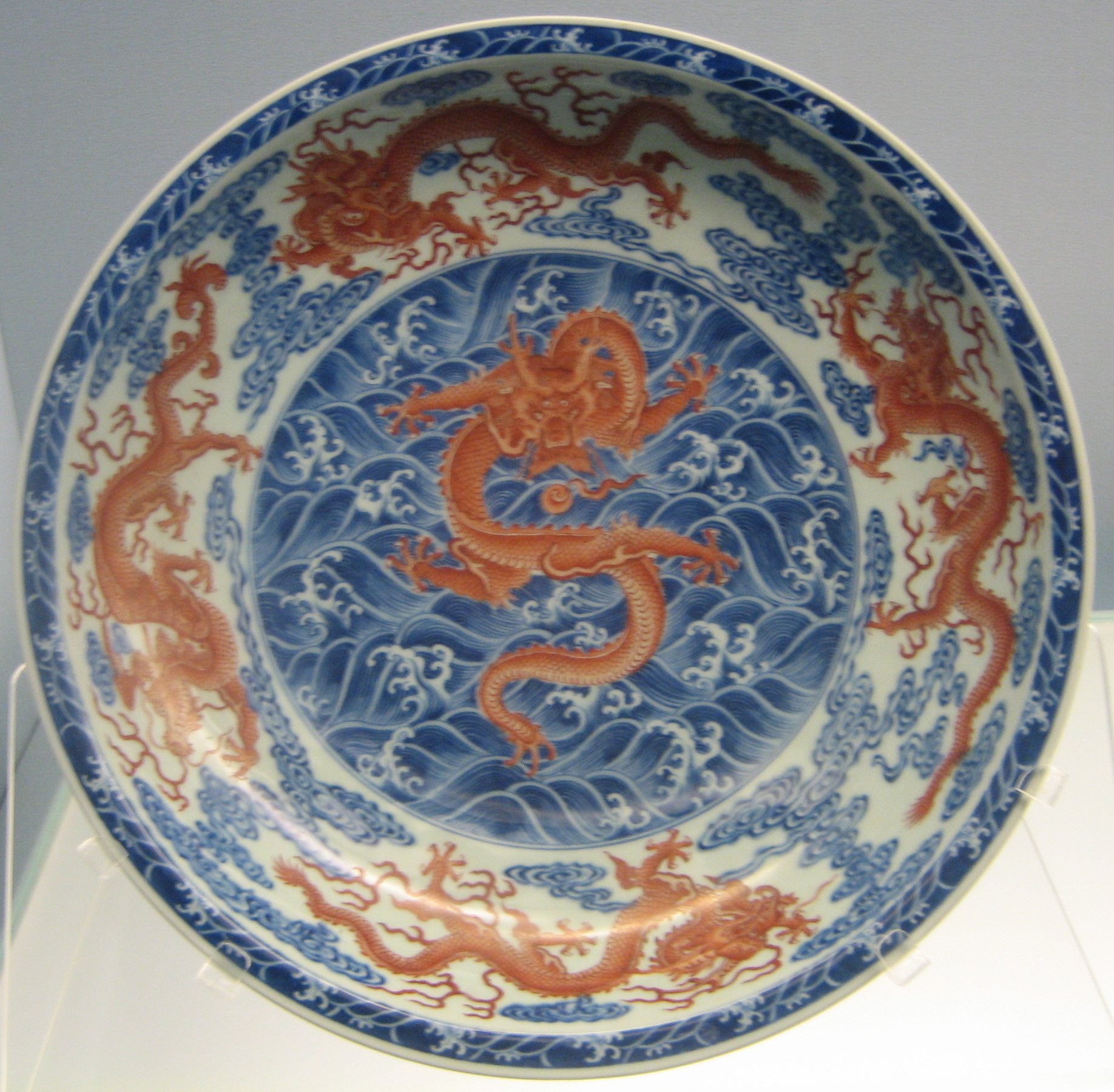
Piatto con disegno di nuvole e draghi in sottosmalto blu e soprasmalto rosso, regno di Yongzheng, 1723-1735
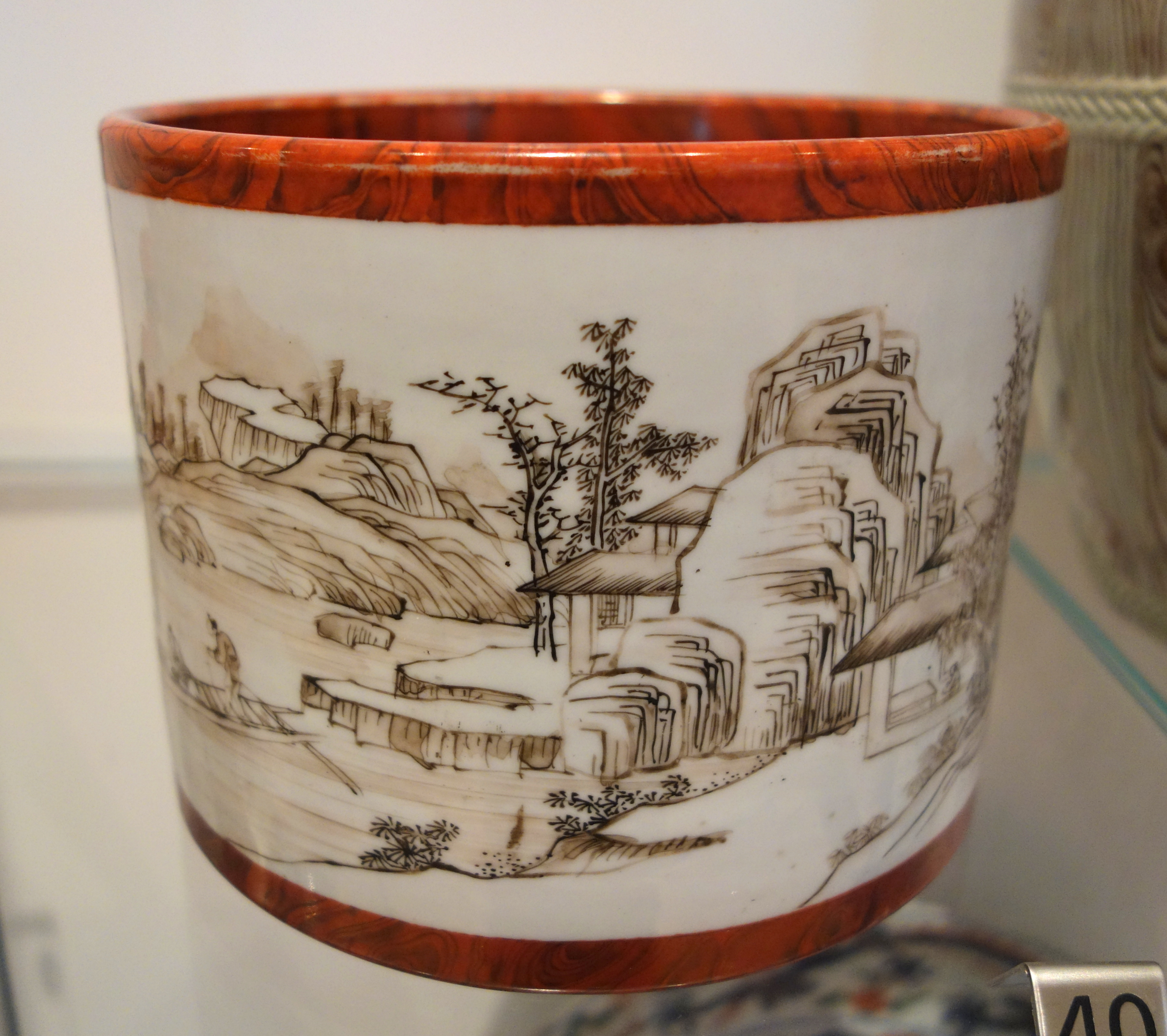
Vaso per pennello, periodo Yongzheng, 1723–1735
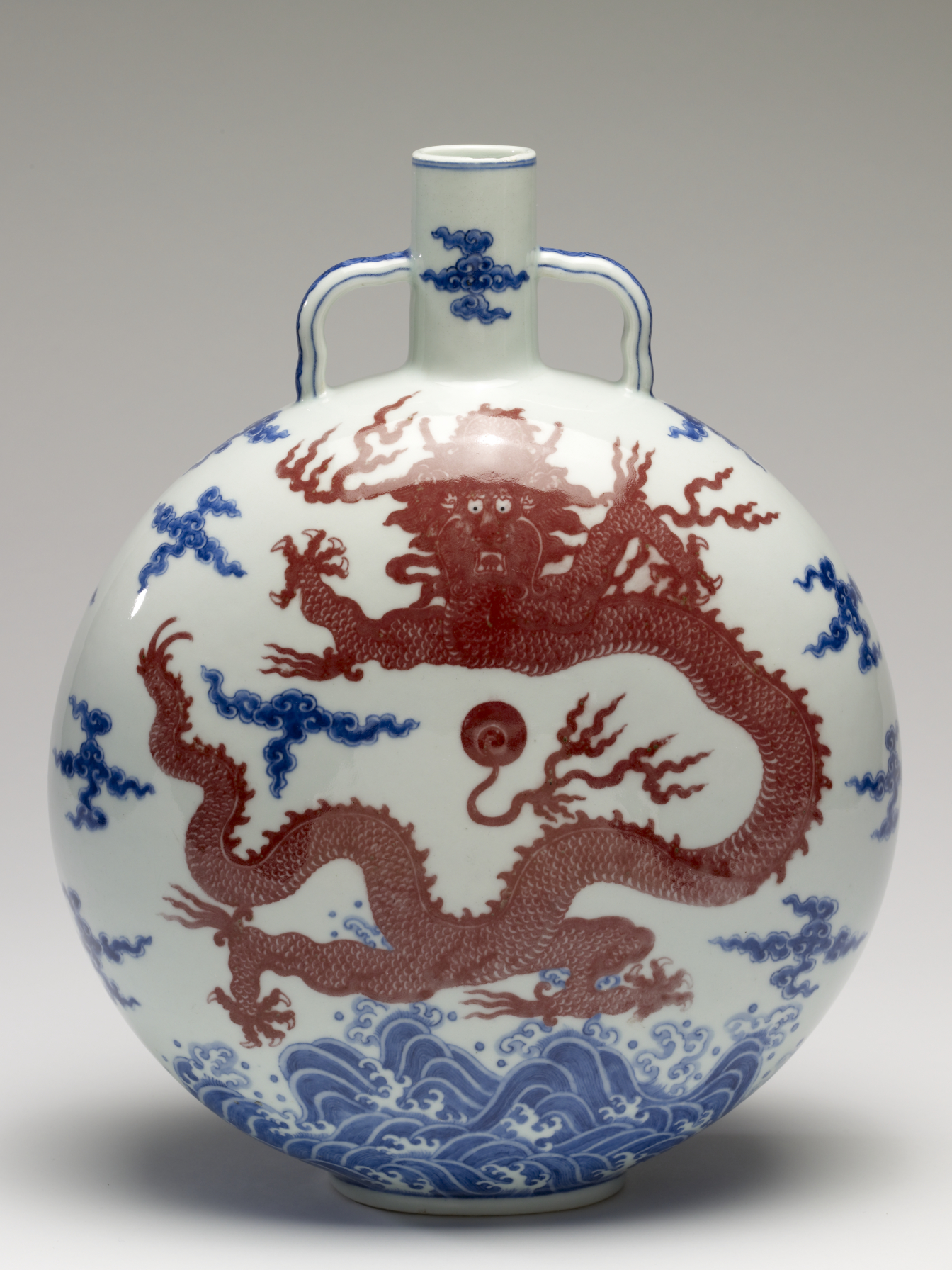
Flask in underglaze blue & red, Qianlong emperor
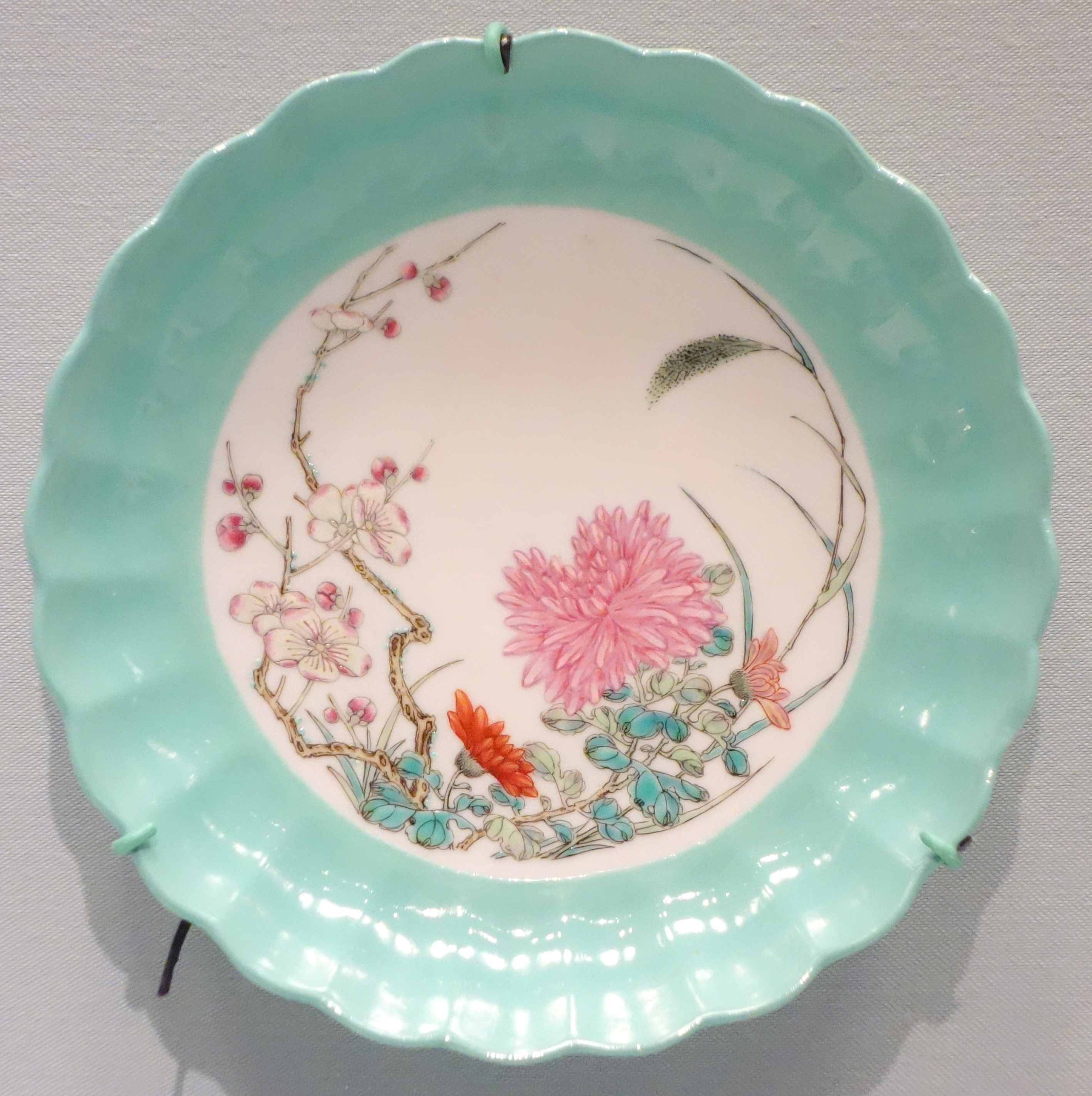
Piatto lobato con fiori, imperatore Qianlong, porcellana con smalto soprasmalto
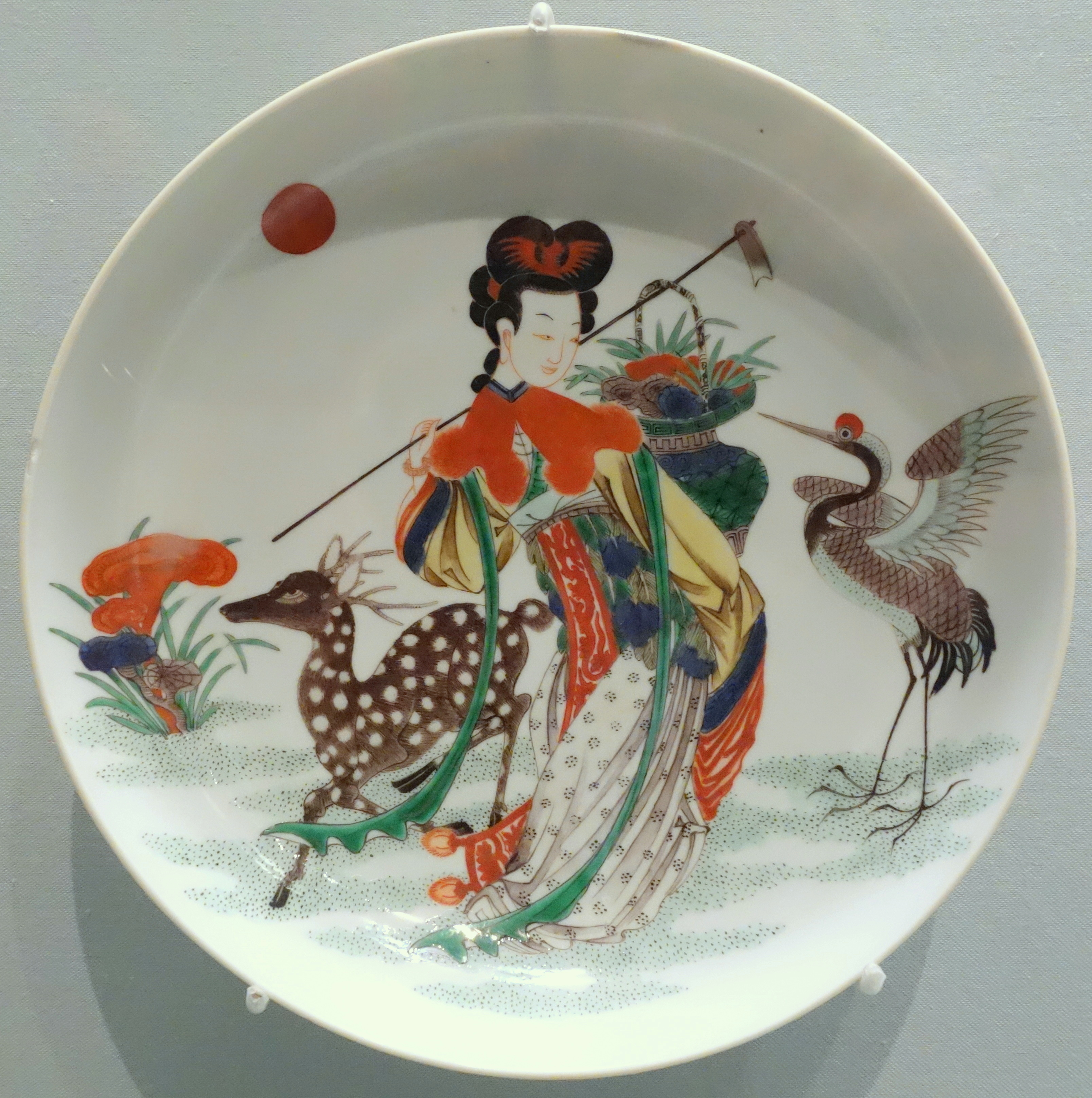
Piatto con Magu, divinità della longevità, dinastia Qing, approssimativamente 1700–1800 d.C., porcellana con soprasmalto policromo
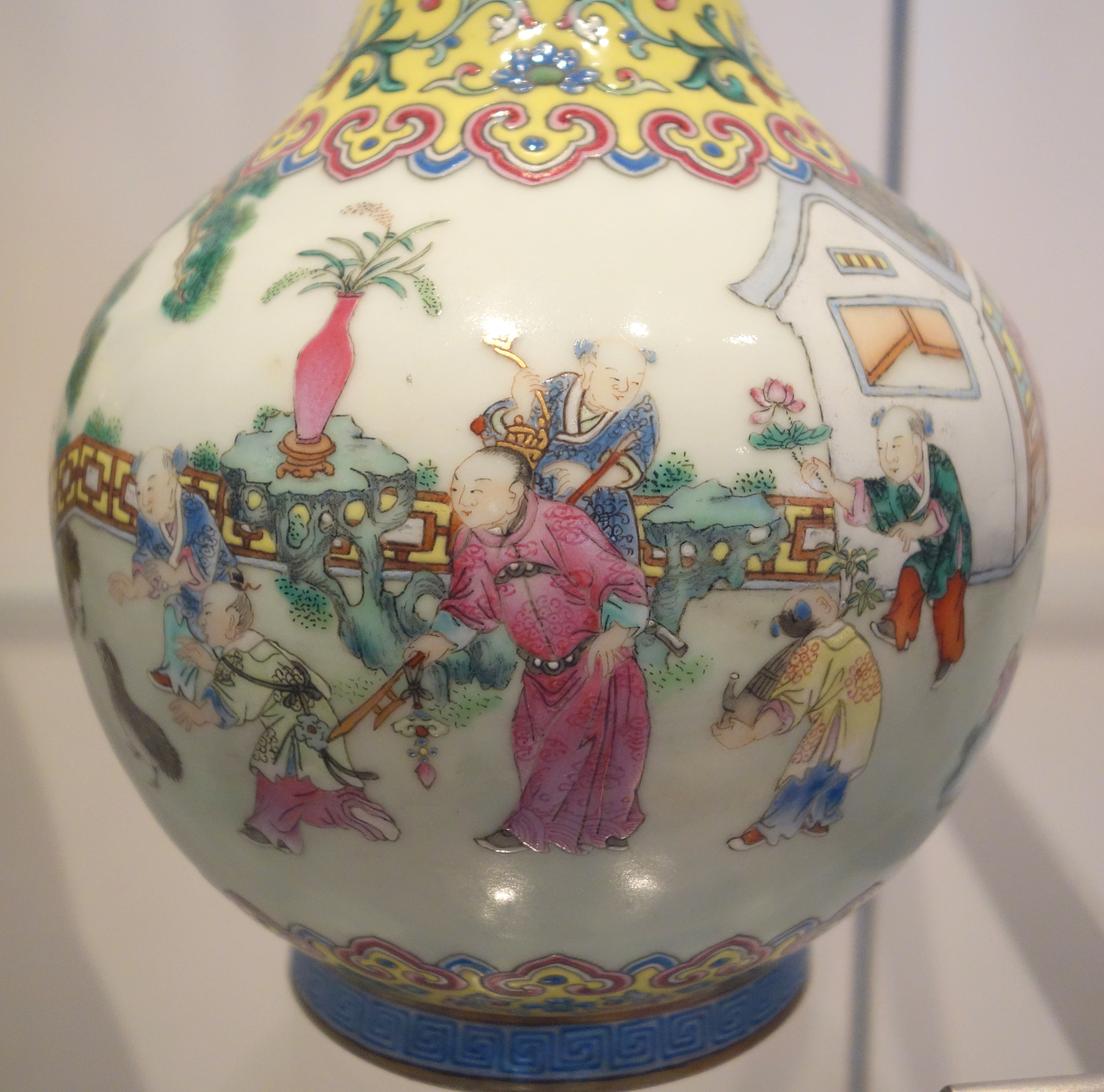
Vaso con bambini, periodo Jiaqing, 1796–1820, porcellana vetrinata, smalti
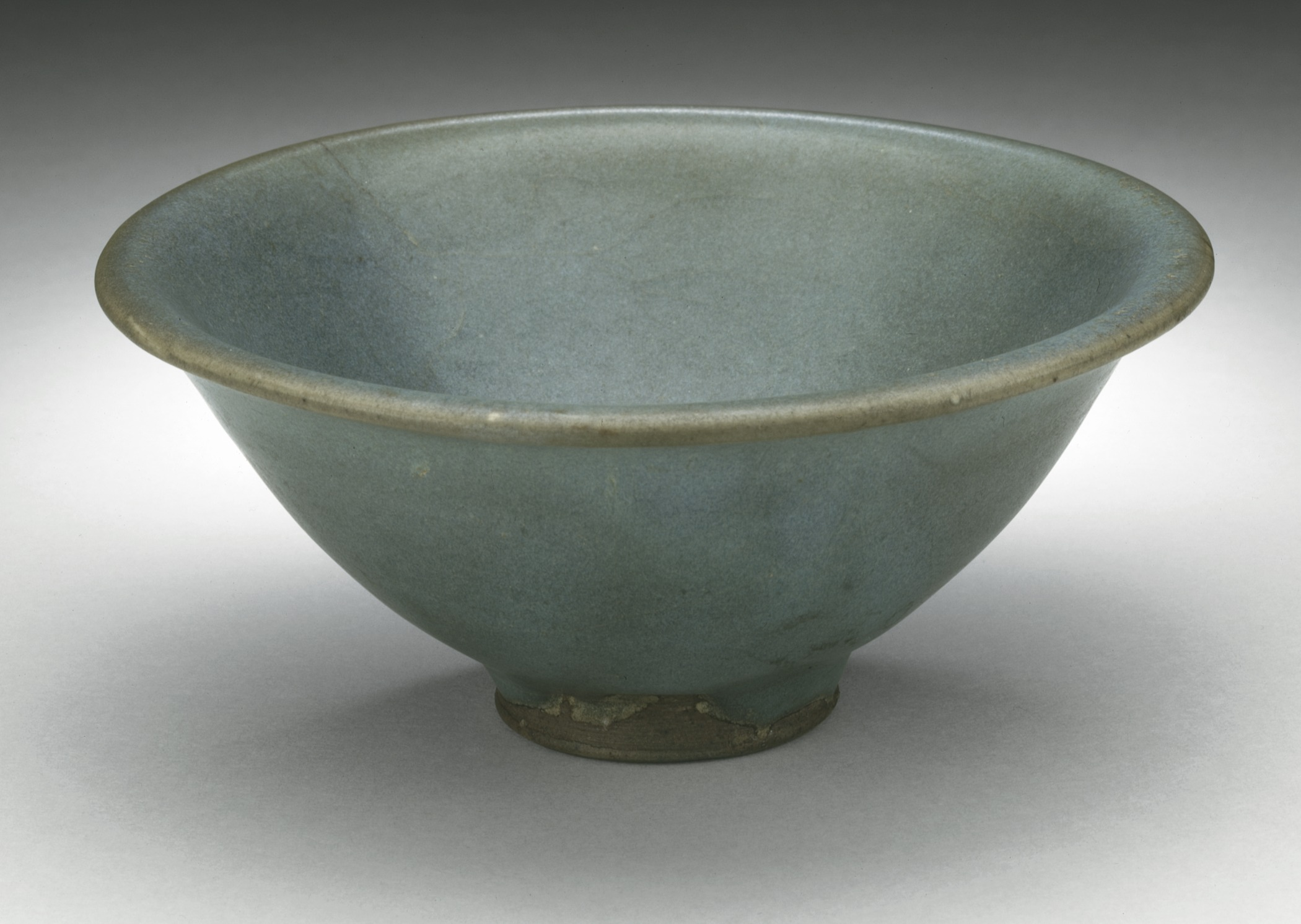
Ciotola (wan) vetrinata a imitazione della ceramica Jun della dinastia Song (960–1279), probabilmente Qianlong

## Esportazioni verso l'Europa

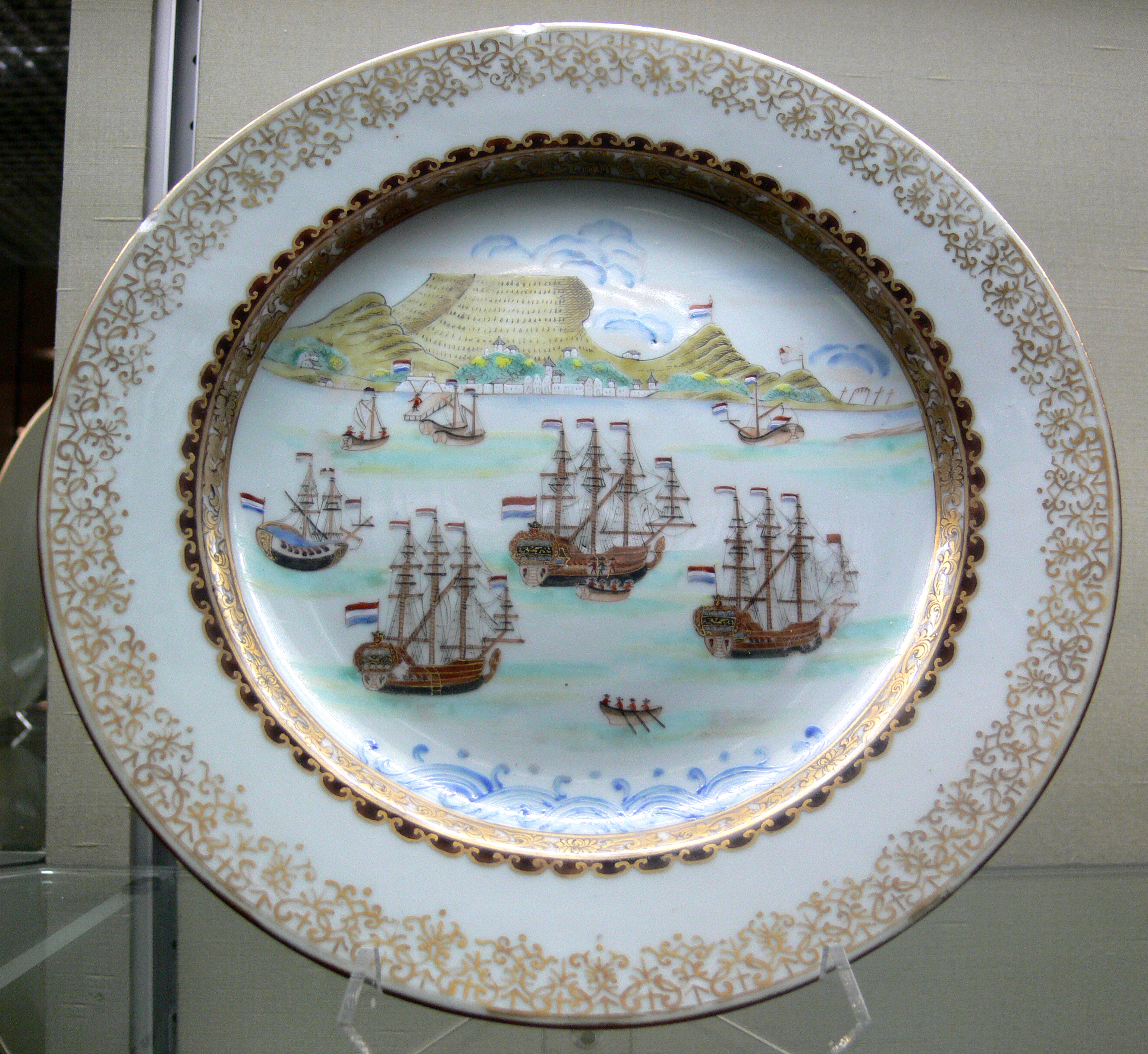
Piatto della fine del XVIII secolo in stile europeo, con navi olandesi, porcellana di Canton, dipinto là su un "vuoto" di Jingdezhen

È attestato che i visitatori europei a Istanbul nel XV e XVI secolo acquistassero lì porcellana cinese. Altri pezzi venivano attraverso l'insediamento portoghese di Malacca; re Manuele I ne aveva acquistati diversi da Vasco de Gama. La Camera dell'arte e delle curiosità al Castello di Ambras contiene la collezione dell'arciduca Ferdinando II d'Austria, assemblata durante la metà del XV secolo. Queste prime collezioni, in genere di ceramica blu e bianca, erano considerate oggetti d'arte e curiosità rare e spesso erano incastonate in metalli preziosi.
Durante il XVII e XIX secolo furono istituite un certo numero di compagnie europee per importare varie merci tra cui il tè, la seta, le spezie, le lacche e le porcellane dall'Asia orientale. La ricerca di Volker ha fornito dati per il commercio di porcellane cinesi e giapponesi effettuato dalla Compagnia olandese delle Indie orientali; tra il 1602 e il 1682 la compagnia importò fra i 30 e i 35 milioni di pezzi. Anche la Compagnia inglese delle Indie orientali importò circa 30 milioni di pezzi, la Compagnia francese delle Indie orientali 12 milioni, la Compagnia portoghese delle Indie orientali 10 milioni e la Compagnia svedese delle Indie orientali circa 20 milioni di pezzi tra il 1766 e il 1786.
Il massiccio aumento delle importazioni permise agli acquirenti di accumulare grandi collezioni, che erano spesso esposte in sale dedicate o strutture appositamente costruite. Il Trianon de Porcellaine costruito tra il 1670 e il 1672 era un padiglione barocco costruito per esporre la collezione di porcellana blu e bianca di Luigi XIV, collocata sullo sfondo delle mattonelle di maiolica francese (faience) blu e bianca sia all'interno che l'esterno dell'edificio. Fu demolito nel 1687.

## Dopo l'impero

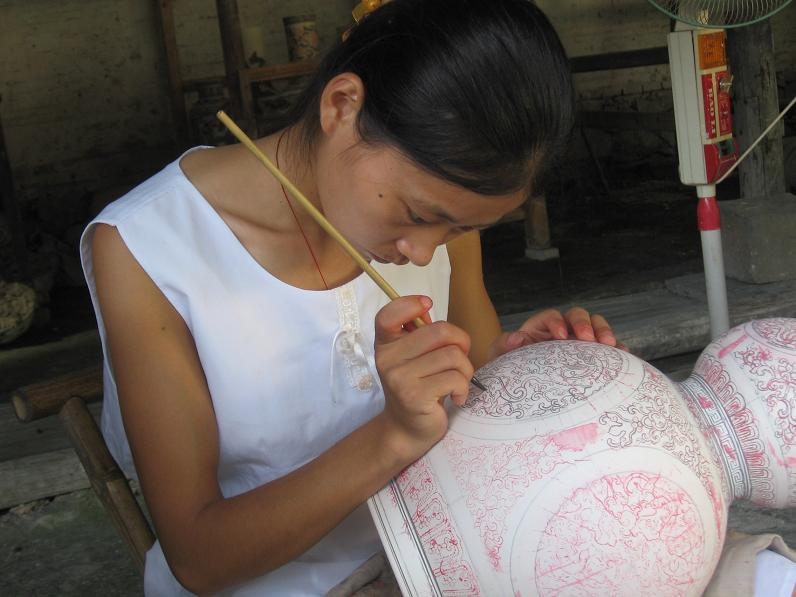
Laboratorio di porcellane a Jingdezhen

Dopo la rivoluzione Xinhai del 1911 cessò la produzione di porcellana per la casa imperiale. Nel 1916 Yuan Shikai, in qualità di imperatore Hongxian, nominò Guo Baochang per ristabilire il deposito imperiale a Jingdezhen. La forza lavoro di Guo fu inizialmente destinata a produrre copie di ceramica Ru, ma questo approccio fu abbandonato a favore della copia della ceramica smaltata del XVIII secolo. La porcellana di alta qualità dello stabilimento di Hongxian continuò a essere prodotta dopo l'abbandono dell'impero e la morte di Yuan nel 1916; il deposito fu acquisito dalla Compagnia di porcellane di Jiangxi che mantenne un centinaio degli operai. La produzione di ceramiche a "guscio d'uovo" smaltate e dalle pareti sottili continuò negli anni 1920 e '30, con molti pezzi che recavano il marchio del regno di Hongxian. Negli anni 1930 gli edifici che avevano ospitato i supervisori imperiali venivano usati come caserme dell'esercito.

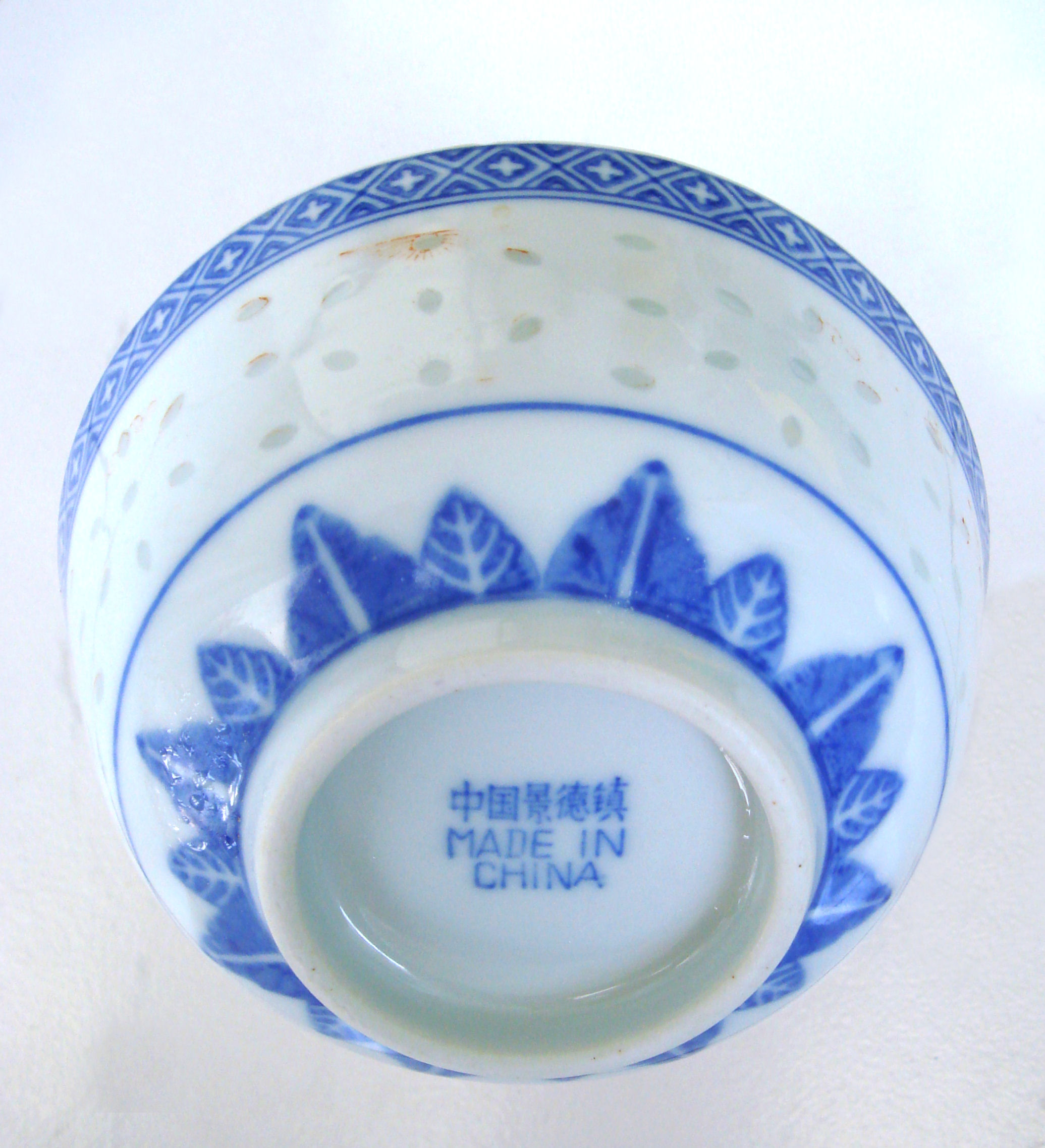
Ceramica di Jingdezhen del XX secolo; ciotola con decorazione a "chicco di riso" e marchio di fabbrica: 中国 景德镇 ("Cina Jingdezhen") e MADE IN CHINA in inglese

La ceramiche continuano ad essere prodotte su larga scala a Jingdezhen, in una varietà di stili, molti riproducendo quelli del passato in una varietà di qualità, con la porcellana Jingdezhen spedita in tutto il mondo. Una tendenza che è continuata nel XX secolo è lo sviluppo di porcellane "a guscio d'uovo" supersottili per vasi. Circa 300 milioni di pezzi di porcellana venivano prodotti annualmente alla fine del XX secolo.

## Sviluppo della tecnologia dei forni
Il forno drago era la forma tradizionale di fornace usata nella Cina meridionale. Conosciuto anche come forno ascendente, questo tipo nel suo sviluppo finale consisteva in una canna fumaria simile a una galleria costruita su una pendenza a partire da un focolare principale. Lungo i lati del forno, gli ingressi secondari per il rifornimento laterale consentivano di riscaldare l'intera struttura, permettendo ai successivi forni drago di superare i 50 metri di lunghezza senza un sostanziale calo di temperatura. Il tiraggio creato dal flusso di aria calda sulla pendenza significava che il forno del drago poteva essere costruito senza un camino.
Questo tipo di forno fu soppiantato a Jingdezhen da un forno a forma di zucca, con una grande camera di combustione nella parte anteriore, che si collegava a una camera più piccola con un tetto più basso e un camino. Il forno a forma di zucca poteva produrre grandi quantità di porcellana, cotta a temperature molto elevate. Bloccando le prese d'aria del forno per limitare il flusso d'aria al fuoco si poteva mantenere un'atmosfera riducente di idrogeno e monossido di carbonio, cosa necessaria per alcuni vetrine come il rosso rame.
Il forno a forma di zucca fu usato per tutto il XIV secolo; verso la fine del periodo Ming fu soppiantato dal forno a forma d'uovo o forno zhenyao, a forma di mezzo uovo sul lato, con un focolare all'interno del forno all'estremità larga e all'estremità stretta un arco comunicante con un camino separato. Il camino era costruito ad un'altezza di circa 19 metri; il camino alto aumentava il tiraggio attraverso il forno e riduceva quindi i tempi del ciclo di cottura a circa 36 ore.
Le ceramiche erano collocate all'interno di cassette refrattarie impilate su un fondo di sabbia di quarzo; poiché le cassette refrattarie proteggevano il loro contenuto dalla fiamma diretta, sia il combustibile che l'aria potevano essere introdotti direttamente all'interno attraverso le prese d'aria, consentendo la regolazione della temperatura in tutto il forno. Degli spioncini venivano usati per osservare il colore della fiamma, che cambia in base alle condizioni e alla temperatura. La parte più calda del forno accanto al focolare era usata per le vetrine cavillate; seguivano verso l'interno le vetrine verdi e rosse ad alta cottura in atmosfera riducente, poi la ceramica incolore, quella vetrinata blu e quella decorata a temperatura moderata, seguita nella parte posteriore dalle vetrine da cuocere a temperatura inferiore e dalla ceramica con vetrina turchese in atmosfera ossidante.